# Rynek we Wrocławiu
Rynek we Wrocławiu (niem. Großer Ring in Breslau) – średniowieczny plac targowy we Wrocławiu, obecnie centralna część strefy pieszej. Jeden z największych rynków staromiejskich Europy, z największymi ratuszami w Polsce.
Rynek wrocławski, według Olgierda Czernera, obejmuje cały teren placu wraz z wszystkimi elementami architektonicznymi znajdującymi się na jego obszarze oraz zabudowę otaczającą plac z czterech stron. Ze względu na trudność ustalenia granic poszczególnych posesji w kolejnych okresach historycznych pojęcie rynek wrocławski obejmuje zabudowę obszaru, którego granice stanowią ulice Ofiar Oświęcimskich, Szewska, Igielna i Kiełbaśnicza. Rynek tworzy układ urbanistyczny wraz z przekątniowo przyległym placem Solnym oraz placem wokół kościoła św. Elżbiety. Do Rynku prowadzi dziesięć ulic – po dwie w każdym narożniku: do południowo-wschodniego narożnika ulice Świdnicka i Oławska, do północno-wschodniego Wita Stwosza i Kuźnicza, do północno-zachodniego Odrzańska i św. Mikołaja, a do narożnika południowo-zachodniego przylega plac Solny z ulicami Ruską i Gepperta. Na pierzei wschodniej dochodzi ulica Kurzy Targ, a na północnej wąska ulica Więzienna. Na pierzei południowej znajduje się Przejście św. Doroty przechodzące w Zaułek Jerzego Grotowskiego (dawna ul. św. Doroty).
Centralną część Rynku zajmuje blok śródrynkowy skręcony o 7° w kierunku zgodnym z ruchem wskazówek zegara, składający się ze Starego Ratusza, Nowego Ratusza oraz kamienic. W wewnętrznej części tretu znajdują się trzy ulice: Przejście Garncarskie, Przejście Żelaźnicze i ulica Sukiennice oraz Zaułek Jerzego Grotowskiego. Przed laty, Stary Ratusz był siedzibą władz miejskich i sądu. Zmieniło się to dopiero w pierwszej połowie XIX wieku wybudowano Nowy Ratusz. To tam do dziś znajdują się gabinet prezydenta Wrocławia, a także odbywają się posiedzenia Rady Miasta.
Zgodnie z bazą TERYT nazwą własną wrocławskiego rynku jest „Rynek”.

## Historia

### Lokacja i pierwotna parcelacja Rynku

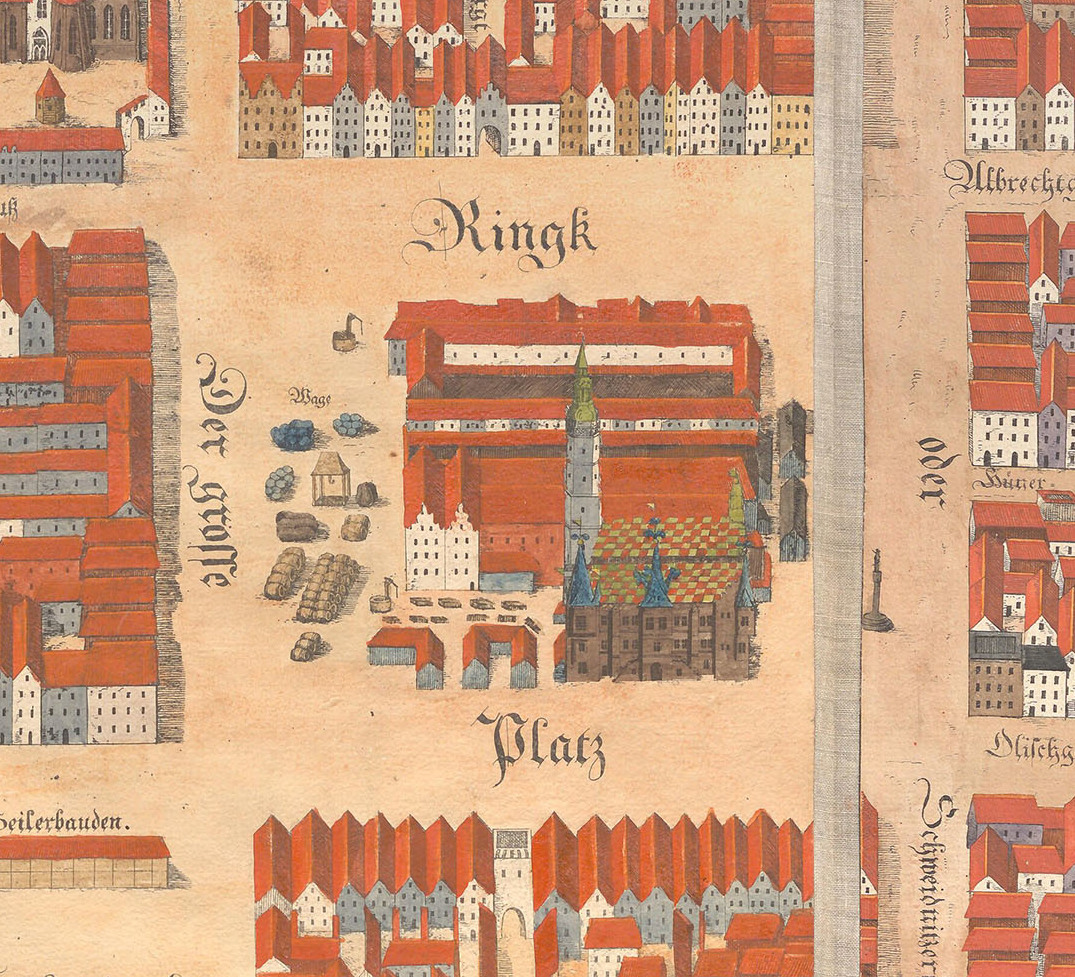
Aksonometryczny plan Wrocławia z 1562, kopia Partscha z 1826 r.

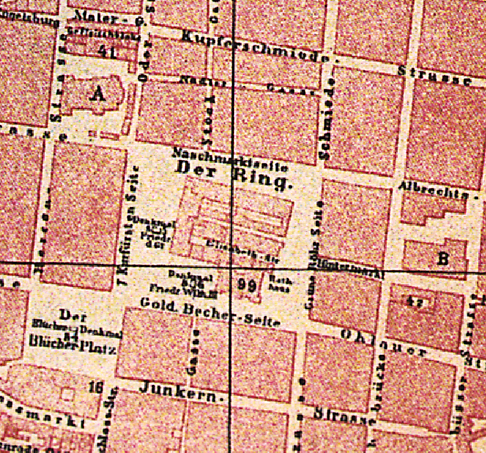
Rynek na planie z 1873

Rozplanowanie Rynku wiąże się z najwcześniejszą lokacją na lewym brzegu Odry w obrębie obecnych granic Wrocławia. Według historyka sztuki Mariana Morelowskiego w pierwszej połowie XIII wieku, zanim wytyczono obszar Rynku, znajdował się w tym miejscu budynek, w którym sprzedawano sukno. Budynek ten miał zostać wzniesiony znacznie wcześniej niż zabudowa przyrynkowa, która została wzniesiona niezgodnie z kierunkiem zabudowy tretu. Jerzy Hawrot wspomina natomiast o istniejącym pierwszym lewobrzeżnym osiedlu Wrocławia rozciągającym się wzdłuż obecnej ulicy Wita Stwosza na odcinku od kościoła św. Wojciecha do kościoła św. Marii Magdaleny. Drugi szlak w kierunku wschód–zachód prowadził przez ulice Wita Stwosza i św. Mikołaja. Około roku 1232 książę Henryk Brodaty ulokował miasto z Rynkiem Głównym i ze znajdującymi się na nim kramami; druga lokacja miała miejsce pomiędzy rokiem 1241 a 11 marca 1242 za sprawą Bolesława Rogatki. Ostateczna regulacja prawna miała miejsce w roku 1261, gdy Henryk III oraz jego brat Władysław zastąpili stare przywileje nowymi.
Rynek został wytyczony na płaskim, plejstoceńskim ostańcu erozyjnym, gdzie jego północną granicę wyznaczała krawędź wypłukana przez wody powodziowe Odry, a granicę południową stanowiło płytkie obniżenie będące skrótem wód powodziowych. Terasa ta znajdowała się na wysokości 117 m n.p.m. i była wyniesiona o ok. 6,5 metra ponad wody Odry. Według Małgorzaty Chorowskiej plac zorientowano równoleżnikowo, zgodnie z przebiegiem szlaku handlowego Via Regia łączącego Francję, Flandrię, Nadrenię, środkowe Niemcy, południową Polskę i Ruś.

### Wielkość rynku
Pierwotnie rynek wrocławski został wytyczony jako plac o bokach 600 × 480 stóp, a wraz z uwzględnieniem szerokości ulic dochodzących (30 stóp szerokości każda) 660 × 540 stóp. Z biegiem kolejnych stuleci wymiary te uległy zmianom; obecnie jest to 652–658 × 540–543 stóp, czyli 204–206 × 169–170 metrów; całkowita powierzchnia 3,64 ha. Różnice w długości wynikają ze zmian w pierzejach południowej i zachodniej. Pierzeja południowa jest obecnie krótsza o trzy metry, których „brak” wiąże się z jej zachodnim odcinkiem od przejścia św. Doroty do placu Solnego: zachodnia ściana kamienicy narożnej nr 12 w przeszłości była bardziej wysunięta w stronę dzisiejszego placu Solnego. Podobna sytuacja miała miejsce przy bloku zachodnim, który jest obecnie krótszy o 2,7 m od pierwotnie wytyczonej pierzei. Dwie ostatnie, narożne, południowe parcele, na których obecnie (2021) znajduje się biurowiec Santander Bank Polska, były przynajmniej do 1550 roku niezabudowane, co mogło spowodować przesunięcie pierwotnej linii podziału parceli.
Parcele wokół rynku zostały podzielone na trzydzieści sześć równych kurii mieszczańskich: po dziesięć na pierzejach północnej i południowej oraz po osiem na pierzejach zachodniej i wschodniej. Każda parcela miała 60 stóp szerokości (18,78 m), a ich głębokość wynosiła 120 stóp (37,56 m) dla pierzei krótszych i 240 stóp (75 m) dla pierzei dłuższych. Jerzy Piekalski podzielił wytyczone działki na pięć stref:
- Strefa I: część frontowa działki, na której wznoszono budynek, podpiwniczony lub zagłębiony w podłożu. Budynek najczęściej zajmował część działki, by z czasem zająć jej całą szerokość, ale pozostawiając przejazd lub przejście do dalszej części działki;
- Strefa II: znajdowała się za domem głównym i wznoszono na niej przybudówki, kuchnie lub pomieszczenia produkcyjne, magazynowe oraz pracownie rzemieślnicze. Pomieszczenia te zwykle miały pięć do siedmiu metrów długości;
- Strefa III: dotyczy budynków zatylnych pełniących funkcje gospodarcze i mieszkalne;
- Strefa IV: w tej części najczęściej znajdowały się studnie i kloaki;
- Strefa V: ogrodowa, rzadko występowała w centrum miasta[23].

Powyższy podział nie był stały, a działki i ich elementy mogły występować naprzemiennie. Paweł Konczewski wydzielił trzy uproszczone części parceli: budynek przyfrontowy, strefę zaplecza domu i strefę gospodarczo-magazynową.
Do XIX wieku parcele ulegały różnym podziałom, na mniejsze połówki, ćwiartki oraz ponownie się łączyły. Ostatecznie uformowało się sześćdziesiąt posesji, z czego pięć ma obecnie podwójną numerację. Bloki południowe i północne początkowo nie były przecięte przejściami. Przebicie z ulicy Więziennej nastąpiło prawdopodobnie w XIII wieku, a przejście prowadzące do ówczesnej ulicy Szubienicznej (późniejsza św. Doroty, a obecnie Zaułek Jerzego Grotowskiego) zostało wytyczone w połowie XIV wieku. Podobnie było z przecinającą dziś pierzeję wschodnią ulicą Kurzy Targ. W pierwszych dekadach XIII wieku znajdowały się tu drewniane budynki, a sama ulica Kurzy Targ została wytyczona w latach 50. XIII wieku, jako łącznik Rynku z kościołem św. Marii Magdaleny. Roland Mruczek wyznaczył górną granicę wytyczenia tej ulicy na rok 1481, czyli według daty wzniesienia kamienicy nr 5 przy Kurzym Targu. Pomiędzy kamienicą Rynek 4 a Rynek 5 również istniało pierwotnie przejście, obecnie zabudowane.
W 1995 roku przeprowadzono gruntowny remont posadzki rynkowej. Dzięki tym pracom odkryto fundamenty dawnej Wielkiej Wagi, odkryto pierwotny poziom Rynku oraz fundamenty średniowiecznych sukiennic i kramów. Autorem projektu byli Róża i Tomasz Myczkowscy.

## Zagospodarowanie Rynku
Od chwili wytyczenia Rynku stanowi on centrum handlowe, kulturalne i społeczne miasta. W jego obrębie lokalizowały się nie tylko rezydencje i mieszkania patrycjuszy wrocławskich i najbardziej wpływowych przedstawicieli społeczności miejskiej, ale również było to miejsce spotkań wszystkich grup społecznych, a z czasem na rynku pojawiali się ubożsi i biedniejsi mieszkańcy zajmujący różne pomieszczenia bloku śródrynkowego.

### Ratusz

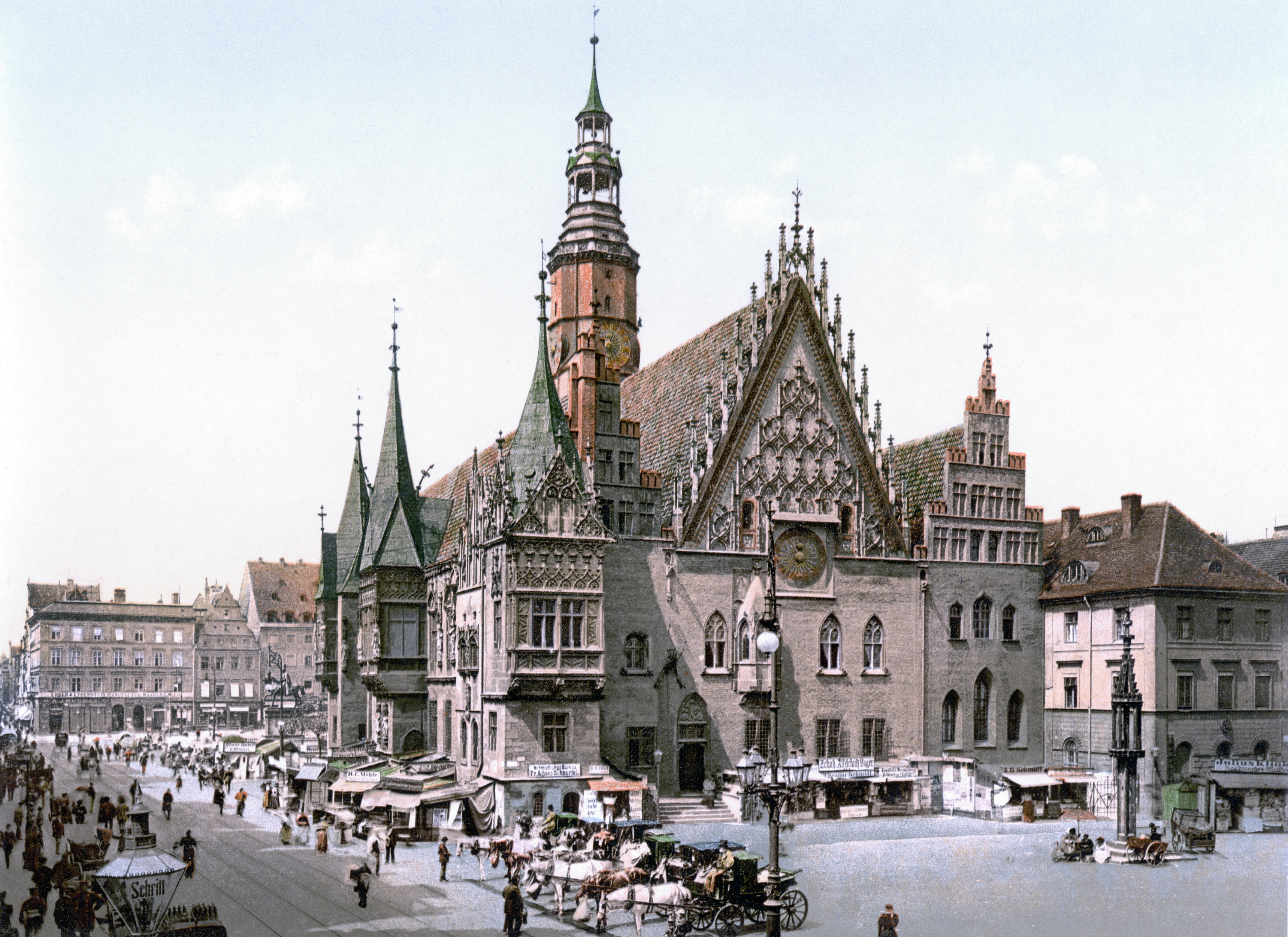
Stary Ratusz około 1900

Swoje funkcje komunikacyjne, administracyjne i sądowe Rynek zaczął pełnić dopiero po zniesieniu odrębności prawnej Nowego Miasta. Do końca XIII wieku określenie forum stosowano zarówno do Rynku, jak i do Nowego Targu. Dopiero od 1327 roku zaczęto odróżniać stary targ, czyli Rynek (aldin Markt) od Nowego Targu (nuvin Targ). W 1350 roku po raz pierwszy pojawiła się nazwa ring, co, jak konstatuje Olgierd Czerner, może być oznaką „ukończenia zabudowań tretu i powstania pierścienia placów na obwodzie placu targowego". Nobilitacją Rynku było rozpoczęcie w XIII wieku budowy w jego centralnej części ratusza.
Pierwsze wzmianki o budowie nowego ratusza pochodzą z 1299 i 1301 roku. W tym okresie istniała już dwunawowa hala, zwana domem kupieckim, która była dołączona do dwukondygnacyjnego budynku (consistorium) z wieżą po zachodniej stronie wzniesioną z kamienia i cegły w wątku gotyckim, gdzie organizowano spotkania ogólnego zgromadzenia mieszczan (generali iudicum). Po 1328 roku do hali od strony południowo-wschodniej dobudowano kolejny budynek mieszczący Izbę Rady i Ławy. W latach 1343–1357 zbudowano na placu sądowym jednofilarową Izbę Sądową, przylegającą od południa do budynku rady, a od wschodu do consistorium. Wejście do niej znajdowało się od strony wschodniej. W 1354 roku podwyższono wieżę, a w latach 1356–1357 przebudowano piwnice winne. W 1358 roku nad salą Sądową zbudowano salę Książęcą. Sala była nakryta stropem drewnianym, a następnie sklepiona, z wykuszem, w którym znajdowała się kaplica pod wezwaniem św. Jana Chrzciciela i Jana Ewangelisty z relikwiarzem św. Doroty, patronki Wrocławia.
W kolejnych stuleciach ratusz był kilkakrotnie przebudowywany i rozbudowywany: m.in. od końca XIV wieku do 1504 roku; w 1428 roku dobudowano Izbę Kancelarii Rady, w 1559 wieżę ratusza kolejny raz podwyższono i nakryto do dziś istniejącym hełmem. Do XIX wieku ratusz był siedzibą wszystkich urzędników miejskich; pomieszczenia były dzielone na małe gabinety. W 1853 roku ogłoszona została nowa ordynacja miejska i rozpoczęto proces wykwaterowania urzędników. Ratusz został dostrzeżony jako zabytek, a dzięki architektowi Karlowi Lüdecke oraz konserwatorom Alwinowi Schultzowi i Hermanowi Luchsowi rozpoczęto prace przywracające pierwotny wygląd wnętrz. W tym właśnie okresie ratusz zyskał neogotyckie elementy dekoracyjne, a w latach 1890–1891 na elewacji południowej ustawiono dwanaście posągów prominentnych członków rady miejskiej oraz Richarda Plüddemanna i Karla Lüdeckego. Ich autorami byli Oscar Rassau i Christian Behrens. Pod koniec lat 30. XX wieku Rudolf Stein usunął niektóre XIX-wieczne elementy wystroju, a w ich miejsce wprowadził inne wywodzące się ze stylu art déco. W tym samym okresie powstała nowa klatka schodowa.
W południowej części ratusza znajduje się sklepione wejście do jednego z najstarszych czynnych lokali gastronomicznych w Europie, Piwnicy Świdnickiej. Najstarsza wzmianka o lokalu pochodzi z 1303 roku. Karczma była najpopularniejszym wyszynkiem; od 1332 roku sprzedawano w niej jęczmienne piwo pochodzące głównie z browaru mieszczącego się na tyłach kamienicy „Pod Złotym Dzbanem” znajdującej się naprzeciwko karczmy. Z browaru do Piwnicy Świdnickiej od 1519 roku, podziemnym tunelem, dostarczano beczki z piwem.

### Tret
Rynek stanowił jedno z niewielu dozwolonych miejsc handlu detalicznego na terenie miasta, wzniesiono na nim trzy duże budynki handlowe: dom kupców (sukiennice – niem. Kaufhaus), smatruz (w którym handlowano pieczywem oraz obuwiem, Schmetterhaus), a także Dom Płócieników (Leinwandhaus) mieszczący też Małą Wagę, ponadto rzędy Kramów Bogatych i Kramów Płócienników oraz Dom Wielkiej Wagi.

#### Sukiennice

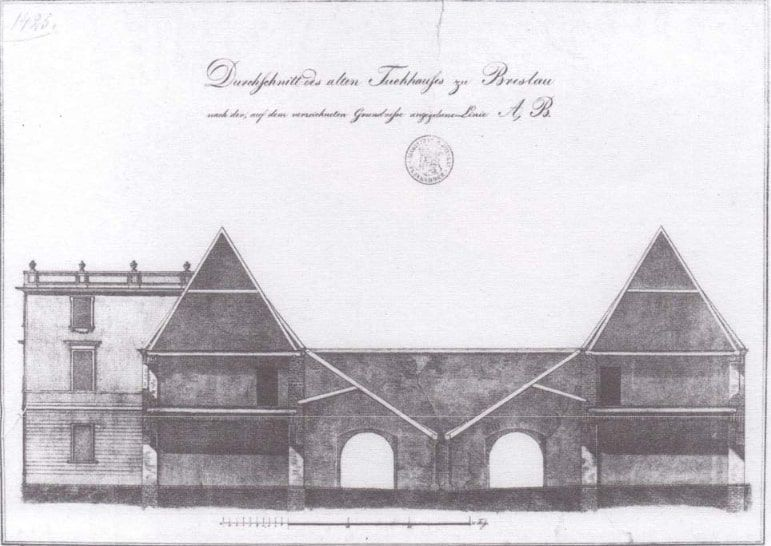
Przekrój poprzeczny sukiennic we Wrocławiu z 1821 roku. Rysunek Feist. z Archiwum Budowlanego Miasta Wrocławia, teczka VI 56, Kap. 11, Tif. 3 Nr 12–14

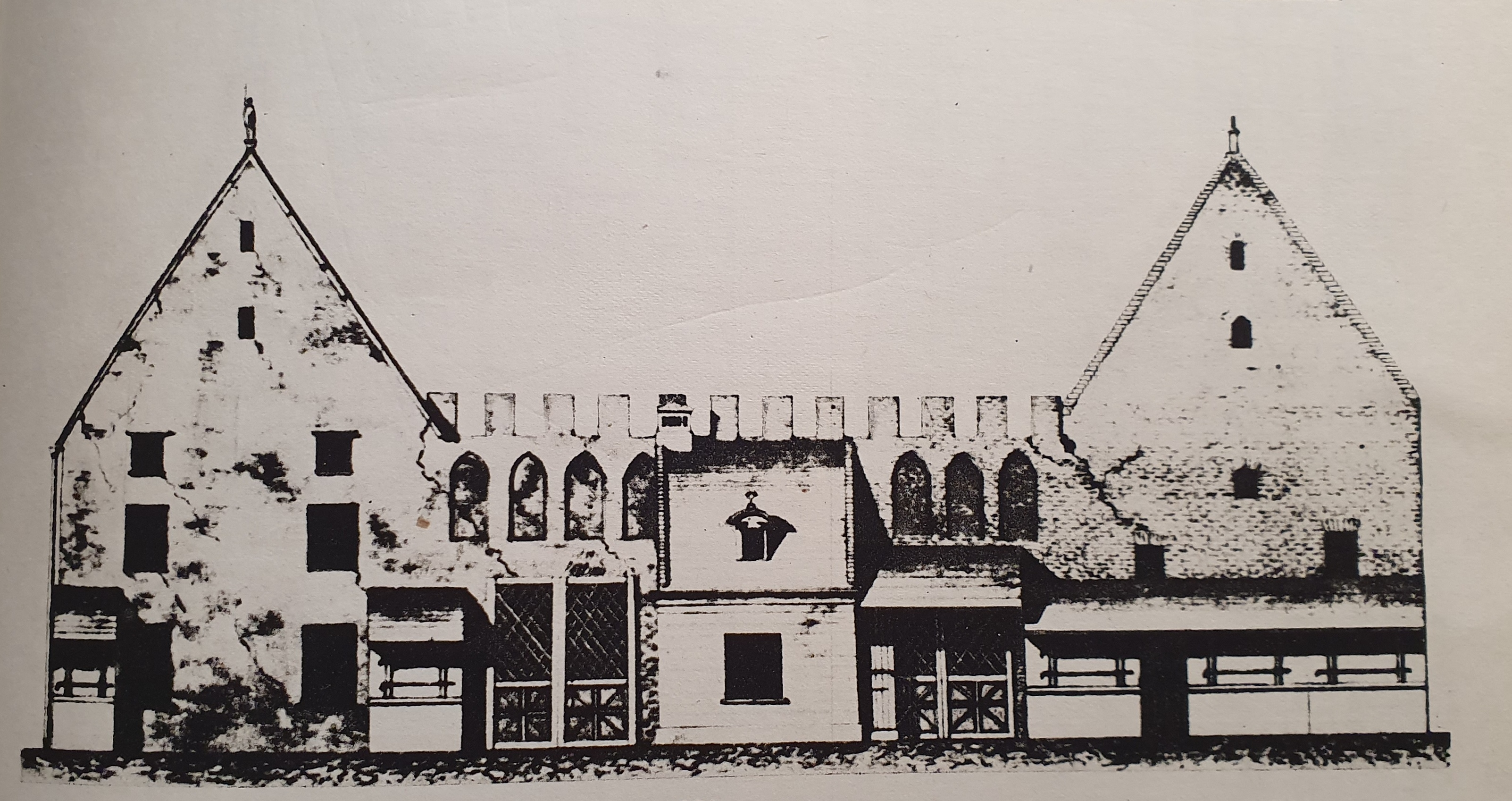
Wschodnia elewacja Sukiennic z 1821 roku z widocznymi blankami, rys. Feist. Budynek z prawej strony znajduje się w miejscu, gdzie jest obecna kamienica „Pod Błogosławionym Jakubem”

Najstarszy w tym zespole, powstały jeszcze przed najazdem mongolskim, jest Dom Kupców wzmiankowany w dokumencie, pouczeniu prawnym Magdeburga skierowanym do księcia Henryka Brodatego. W budynku znajdowało się czterdzieści izb kupieckich, w których handlowano i krojono sukno, od czego budynek nazywano również Domem Sukna lub Domem Odzieży. Dwunawowa hala miała długość około 100 m, do której od północnej strony przylegało po 21 komór, a od południowej 19, nieposiadających okien i połączonych z halą jedynie drzwiami. Przejście między kramami wynosiło trzynaście metrów. Wejścia do Domu Kupców znajdowały się po stronach wschodniej i zachodniej; istniało również przejście poprzeczne przechodzące przez wszystkie pomieszczenia tretu. Dwie komory po stronie południowej, przy wschodnim wejściu służyły celom administracyjnym. Znajdowały się w nich krajalnia sukna i Urząd Cła. W 1515 roku krajalnia została przeniesiona do skrajnej komory szeregu południowego sukiennic, a następnie do małego budyneczku przy wschodniej elewacji. W 1574 roku, tam gdzie znajdowała się krajalnia, umieszczono Urząd Cła. Budynek miał wymiary 8,4 × 9,8 m.
W 1549 roku nad Sukiennicami ustawiono piaskowcowe filary podtrzymujące dach. Poszczególne kramy, przekształcone z czasem w trzykondygnacyjne kamienice, jeszcze w 1821 roku zachowały stare godła, od których niektóre z dzisiejszych kamienic obecnie noszą swoje nazwy, np.: „Pod Błogosławionym Jakubem”, „Pod Złotym Jabłkiem”, widoczne w dekoracji rzeźb.
Po zniesieniu przywilejów handlowych sukiennice zajmujące centrum Rynku stały się zbędne, zostały zatem w latach 1821–1824 (1820–1825) rozebrane i zastąpione klasycystycznymi kamienicami; wzniesiono dziewięć kamienic po stronie północnej i pięć po stronie południowej według koncepcji Lanhansa i projektu Heinricha Ferdinanda Tschecha i Johanna Gottfrieda Tschockiego. Domy miały różną szerokość wynikającą z wielkości wcześniejszych poszczególnych kramów. Nowe kamienice miały trzy kondygnacje o tej samej wysokości i pokryte zostały dwuspadowym dachem. Elewacja na wysokości parteru, w których znajdowały się sklepy, była boniowana, a witryny miały kształt arkad. Parter od wyższych kondygnacji oddzielał wydatny gzyms. Pomiędzy kamienicami wytyczono ulicę Św. Elżbiety (obecnie ul. Sukiennice).
Podczas działań wojennych w 1945 roku, zupełnemu zniszczeniu uległy kamienice nr 5, 6, 7, i 8. Po roku 1960 przeprowadzono pierwsze remonty pozostałych kamienic nr 1–4.

#### Kramy Bogate
Na północ od Sukiennic znajdowały się Kramy Bogate. Były to stanowiska handlowe ułożone w dwa rzędy, a pomiędzy nimi znajdowało się przejście obecnie znane jako Przejście Żelaźnicze i przecinało je przejście prowadzące z północy na południe. Pierwsze wzmianki na temat tych kramów pochodzą z 1242 roku, a z dokumentu z 10 czerwca 1266 wynika, że książę Henryk III odsprzedał ogrodzony teren przekupniów mający 47 i 1/2 kramów mieszczanom. Pierwotnie były to drewniane kramy, a dopiero po 1373 roku z nakazu Rady zastąpiono je budowlami murowanymi z cegły i gliny i pokrytymi dachówką.
Kramy Bogate oferowały kupującym głównie wyroby metalowe, m.in.: sztaby żelaza o wadze mniejszej niż cetnar, kosy, ostrza oraz miedź, ołów, cynę, stal, ałun, kamień winny, weneckie mydło, olej drzewny, wosk, kminek, cukier, ryż, migdały, rodzynki, anyż, figi, pieprz, imbir, gałkę muszkatołową, goździki, cynamon, szafran. W drugiej połowie XV wieku lub już pierwszej połowie kramy zaczęto trzykrotnie nadbudowywać, a w pierwszej połowie XVI wieku kramy przekształcone w kamienice zaczęto łączyć z kramami znajdującymi się po stronie Przejścia Garncarskiego. Z tego okresu pochodzi portal z datą „1541” w budynku nr 10.

#### Kramy Płócienników
W kolejnym pasie równoległym znajdowały się Kramy Płócienników. Trzydzieści osiem stanowisk przylegało do południowej ściany smatruza i do północnej ściany Kramów Bogatych; rozdzielało je Przejście Postrzygaczy Płótna. Najwcześniejsze dokumenty, które wspominały o kramach, pochodzą z 1299, 1303 i 1304 roku. W tym miejscu można było zakupić płótna surowe, wzorzyste i białe. Kramy miały formę bud, nakrytych pulpitowym dachem wysuniętym w stronę przejścia. Kramy stały po obu stronach przejścia i sięgały od południa do Kramów Bogatych, a od północy do smartuza. W średniowieczu w ich miejscu powstało Przejście Garncarskie, gdzie handlowano naczyniami kuchennymi i wiklinowymi koszami. Przez długi czas przejście nie miało swojej nazwy, a nazwę Kramy Garncarskie nadano w 1868 roku. Jej zabudowa pochodzi głównie z XIX wieku, z wyjątkiem zabytkowych kamienic nr 6, 8, 10, 12 w zachodniej jego części, wzniesionych w okresie renesansu. Budynki znajdujące się w południowej części Przejścia Garncarskiego zostały rozebrane na początku XX wieku, a w ich miejsce, jak i w miejsce kamienic nr 25–27 stojących przy wschodniej pierzei tretu wzniesiono dom handlowy Juliusa Henela.
Podczas działań wojennych w 1945 roku budynki stojące przy wschodniej części Przejścia uległy zniszczeniu, a następnie zostały rozebrane. W rezultacie w tym miejscu przejście zostało poszerzone. Po 1960 lub w 1965 roku pozostałe budynki nr 6–8–10 zostały wyremontowane.

#### Smatruz

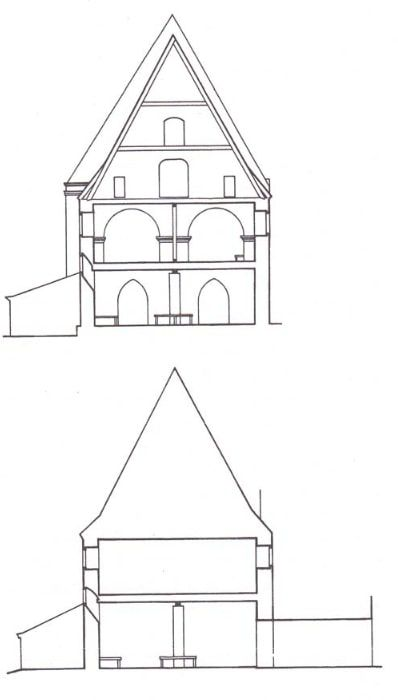
Przekrój wrocławskiego smatruza z 1800 roku

W północnej część dzisiejszego tretu, od 1273 roku, czyli od nadania przywileju przez Henryka IV, znajdowały się trzydzieści dwa stragany z pieczywem oraz stragany sprzedające obuwie. Stragany te tworzyły tzw. smatruz, po raz pierwszy wymieniony w dokumentach źródłowych w roku 1477. Pierwotnie była to drewniana konstrukcja, a od 1300 roku murowana. Budynek był podłużną halą stojącą równolegle, w odległości osiemnastu metrów od Kramów Bogatych i podzielony na dwie części: część wschodnia miała ok. 11 metrów szerokości i 33 metry długości, a część zachodnia miała 12 metrów szerokości i 68,5 metra długości. Obie części oddzielał mur z dwoma przejściami, a na dwóch przeciwległych końcach znajdowały się po dwa wejścia. Dodatkowe wejście do smatruza znajdowało się w części północnej w miejscu, gdzie dziś znajduje się portal w kamienicy Rynek-Ratusz 7-9. W osi smatruza ustawione były słupy podtrzymujące sosręb, a ten podtrzymywany był przez poprzeczne belki stropowe. Piętro smatruza było dwutraktowe, a wejście na nie znajdowało się od strony zachodniej i prawdopodobnie także od stron wschodniej i południowej; do 1320 roku na piętrze sprzedawano wełnę, od czego funkcjonowała również nazwa „Dom Wełny”. Cały budynek był zwieńczony stromym dwuspadowym dachem zakończonym szczytami. Ławy szewskie zajmowały części wschodnią i środkową, ławy z pieczywem część zachodnią. W 1613 roku smatruz został przebudowany i dodano do niego ławy dla kuśnierzy. W zachodniej, końcowej części smatruza znajdowały się pomieszczenia Urzędu Szrotu przeznaczone dla „szrotowników”, czyli osób zajmujących się wyładunkiem beczek z winem lub śledziami. W południowo-zachodnim narożniku znajdował się natomiast Urząd Chmielu, kontrolujący handel chmielem.

#### Strona Rymarzy
Linię północną tretu stanowiły pierwotnie drewniane kramy siodlarzy (wspomniane po raz pierwszy w roku 1410), rymarzy (wspomniane w 1464) i pasamoników. Od nich północna strona tretu nazywana była Stroną Rymarzy (w późniejszych latach Stroną Złotników). Większość obecnych kamienic znajdujących się w północnej pierzei tretu ma rodowód sięgający XV–XVII wieku. Pierwotnie były to parterowe drewniane kramy, a następnie piętrowe murowane pomieszczenia mieszkalne przylegające do dwukondygnacyjnej murowanej ściany północnej smatruza. Z biegiem kolejnych lat pomieszczenia przekształcono w wielopiętrowe kamienice. Linia zabudowy kramów murowanych na działkach z numerami 17–23 znajdowała się ponad sześć metrów przed smatruzem. Po 1824 roku, kiedy to zlikwidowano smatruzy, właściciele kamienic z tej strony tretu wykupili od miasta za kwotę 21 000 talarów te tereny i przedłużyli swoje budynki na południe. Zachowane z tego okresu zabudowania mają cechy architektury późnoklasycystycznej.
Podczas działań wojennych w 1945 roku, domy przy tej części tretu zostały w znacznym stopniu uszkodzone; zupełnie zniszczeniu uległy kamienice nr 7, 13 i 14, a wypaleniu uległy kamienice nr 20/21, 22, 23 oraz narożny budynek nr 24. Od strony wschodniej kamienice nr 25,26 i 27 zostały wypalone i częściowo zburzone. Pierwsze plany odbudowy i renowacji kamienic zostały opracowane we wrocławskiej Pracowni Konserwacji Zabytków pod kierownictwem Edmunda Małachowicza. Plany te nie zostały zrealizowane. Kolejne plany powstały w latach 1955–1959 w Miasto-projekcie-Wrocław pod kierownictwem Stanisława Koziczuka, przy czym autorami poszczególnych kamienic byli architekci Jadwiga Grabowska-Hawrylak (kamienice nr 7, 8), Stefan Müller (kamienice nr 9, 20, 21, 22), Anna Fus-Zaorska (kamienice nr 13, 14), Stanisław Koziczuk (kamienice nr 15, 16, 17, 18, 19). Projekt został zrealizowany w latach 1957–1959. Pod koniec 1953 roku zapadła decyzja, by kamienice nr 23–26 przeznaczyć na siedziby Związku Literatów Polskich, Związku Polskich Artystów Plastyków i Stowarzyszenia Architektów Polskich. Do tego celu należało przebudować (obniżyć) zachowane konstrukcje kamienic nr 25 i 27 do poziomu kamienic 23 i 24. Dom Związków Twórczych powstawał w latach 1956–1959.

### Inne elementy zagospodarowania Rynku

#### Mała Waga
W 1273 roku Henryk IV nadał mieszczanom wrocławskim prawo wagi i prawo szrotu, czyli nakaz ważenia wszelkich towarów przed zapłatą na miejskich wagach. W tym celu wybudowano Małą i Wielką Wagę. Mała Waga służyła do ważenia towarów o ciężarze nie większym od 10 cetnarów. Budynek w którym znajdowała się waga został wzniesiony w latach 1521–1522 i znajdował się u wylotu zachodniego przejścia Kramów Bogatych. Nad pomieszczeniem z wagą i przejściami zachodnimi wzniesiono dwie dodatkowe izby będące salami wyszynku dla szlachty, kupców i mieszczan. W późniejszych latach owe sale służyły kupcom jako miejsce zebrań i giełda, a cały budynek przybrał formę trzykondygnacyjnego gmachu czworokątnego o długości 30,6 metra i szerokości 10,5 metra, nakrytego wysokim, dwuspadowym dachem. Od północy graniczył z przejściem do Kramów Bogatych, a od południa z przejściem do Sukiennic.

#### Wielka Waga
Przed zachodnim wejściem do Sukiennic, w XIV wieku wzniesiono początkowo drewniany, a później murowany budynek Wielkiej Wagi. Po raz pierwszy była wspomniana w dokumentach pisanych od 1273 roku do początków XIV wieku jako pensa plumbi lub blywage; od roku 1332 wzmiankowana już jako woghus (ważnica); występuje również na planie miasta z roku 1562. Od niego swoją nazwę wzięła zachodnia pierzeja Rynku – „Przy Budce” lub „Przy Wadze”. W 1571 roku wzniesiono nowy budynek Wielkiej Wagi, na planie kwadratu o boku 7,20 metra, a w 1769 od wschodniej strony dostawiono drewniany budynek dla wagowego – od 1801 był to budynek murowany. Wielka Waga służyła do ważenia towarów powyżej dziesięciu cetnarów. W 1846 roku rozebrano Wielką Wagę, wznosząc pomnik konny Fryderyka II autorstwa Augusta Kissa.

#### Dom Płócienników

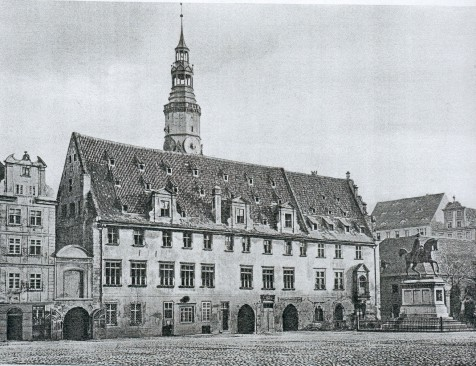
Dom Płócienników w 1859 roku

W 1540 roku w narożniku pomiędzy budynkiem z małą wagą i giełdą a Sukiennicami wzniesiono trzykondygnacyjny budynek Urzędu Wagi o długości 20,4 metra i szerokości 13,8 metra oraz zwieńczony dwoma równoległymi dachami zakończonymi od południowej strony szczytami. Budynek ten mieścił w przyziemiu Urząd Wagi, Urząd Szrotu i Urząd Chmielu oraz urząd nadzorujący handel rybami (Urząd Rybny). 2 maja 1657 roku, dekretem Rady Miejskiej oba sąsiadujące ze sobą budynki zamieniono na Dom Płócienników. Powodem tych zmian było przeniesienie giełdy na plac Solny. Odtąd w budynku handlowano płótnem, a na parterze pomiędzy dwoma zachodnimi przejściami do Sukiennic znajdowały się pomieszczenia Urzędu Szrotu. W roku 1690 do celów handlowych zaadaptowano strych, a od zachodu wymurowano trzy barokowe lukarny. W 1859 roku Dom Płócienników został zburzony, a w latach 1860–1864 w jego miejsce wzniesiono Dom Miejski zwany następnie Nowym Ratuszem.

#### Topnia
Przy wieży ratusza od strony północno-zachodniej znajdował się budynek topni kruszców, gdzie przetapiano, oczyszczano i odciskano próby monet kruszcowych. Najstarsze źródła wspominające o tym budynku pochodzą z 1299 roku, a na podstawie dokumentu z 1423 roku można w przybliżeniu ustalić jego położenie. Dzięki wykopaliskom archeologicznym wykonanym w 1997 roku odkryto fundamenty topni: jej ściana wschodnia była przedłużeniem na północ zachodniej ściany wieży, a południowa odchodziła na zachód od środka elewacji wieży. Budynek był wzniesiony na planie trapezu; wnętrze budynku miało wymiar 5,1 m z północy na południe, 2,4 m wzdłuż ściany południowej i 3,8 m wzdłuż ściany północnej. Na podstawie rysunku autorstwa Friedricha Bernharda Wernera można przypuszczać, że budynek był jednopiętrowy i nakryty dwoma równoległymi dachami od zachodu zamkniętymi renesansowymi szczytami z pilastrami i esownicami. Podobne szczyty znajdowały się na parterowym przedsionku dobudowanym od południowej strony.

#### Nowy Ratusz

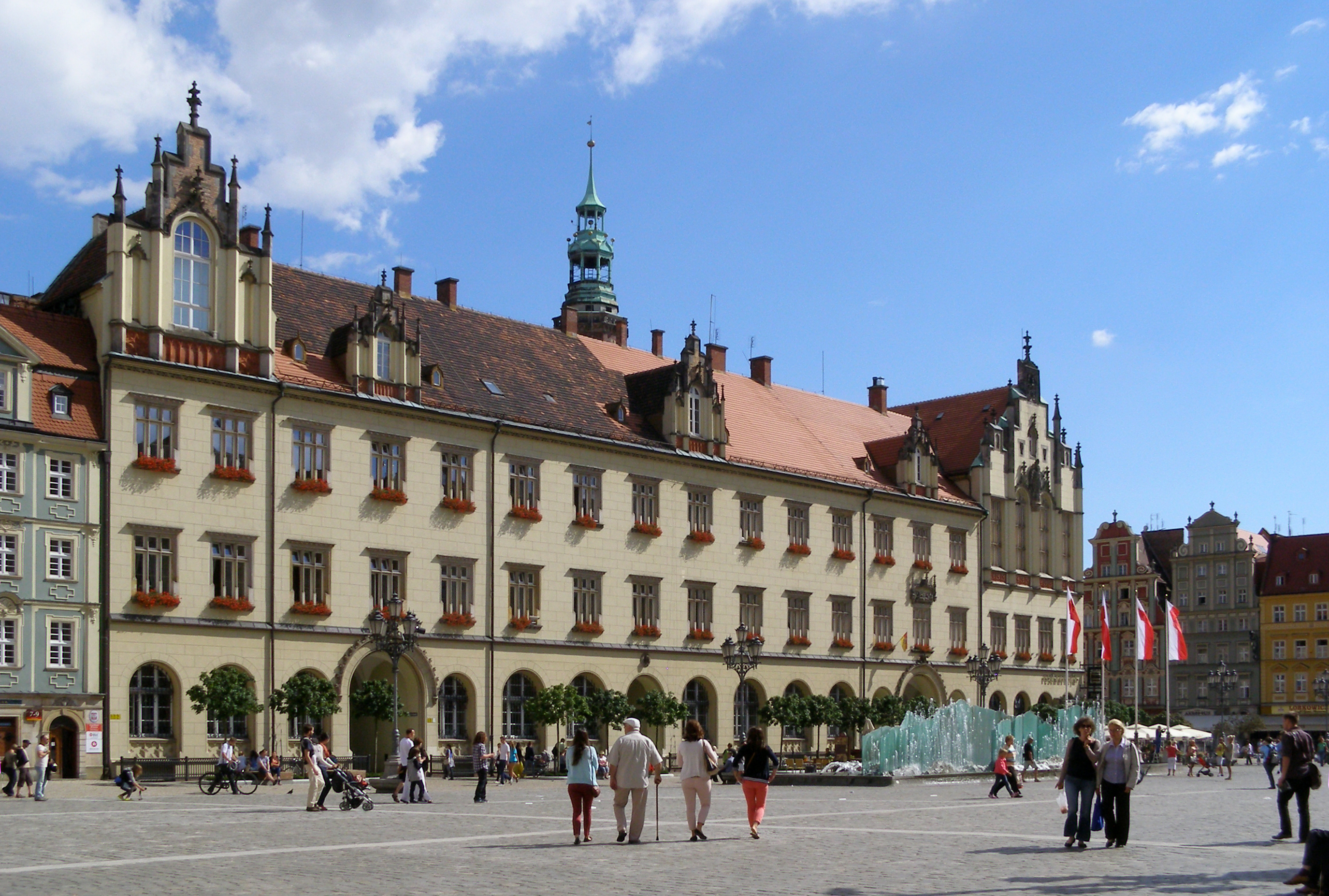
Nowy Ratusz na wrocławskim Rynku

W roku 1859 rozebrano Małą Wagę, Dom Płócienników i Urząd Chmielny aby zrobić miejsce dla Nowego Ratusza projektu Augusta Stülera. W latach 1860–1863 wzniesiono nowy, trzykondygnacyjny budynek. Jego zachodnia elewacja miała 70 metrów długości i przerwana była w przyziemiu trzema prześwitami. Pierwszy od południa prowadził na ul. Sukiennice, środkowy, mniejszy prowadził do Przejścia Żelaźniczego. Nad wejściem umieszczona była głowa św. Jana na półmisku przeniesiona znad wejścia do Małej Wagi. Po północnej stronie znajdował się wysoki prześwit prowadzący do Przejścia Garncarskiego.

#### Budynek odwachu
W 1745 roku, w południowo-zachodnim narożniku ratusza, gdzie znajdował się Targ Rybny, został wzniesiony odwach dla żołnierzy pruskich. Pierwotnie była to budowla drewniana, a w latach 1788–1789 wzniesiono budynek murowany według projektu Carla Langhausa. Budynek został wzniesiony na planie w kształcie litery „U”. Od strony zachodniej znajdowały się wejście główne oraz podcienie wsparte na filarach. W 1793 roku plac przed odwachem ogrodzono słupkami połączonymi łańcuchem, a wzdłuż ogrodzenia posadzono topole włoskie. Odwach został rozebrany w 1861 roku, a w jego miejsce postawiono pomnik Fryderyka Wilhelma III. Po 1945 roku pomnik został usunięty, a w jego miejscu urządzono kwadratowy skwerek, na którym w 1948 roku posadzono drzewko przyjaźni polsko-czechosłowackiej, a pomiędzy skwerem a ratuszem ustawiono pomnik Aleksandra Fredry.

#### Pomniki
- Pomnik konny Fryderyka II zaprojektowany przez Augusta Kissa;

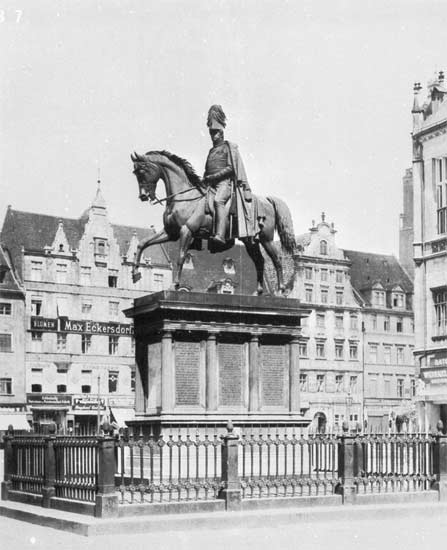
Pomnik Fryderyka Wilhelma III we Wrocławiu

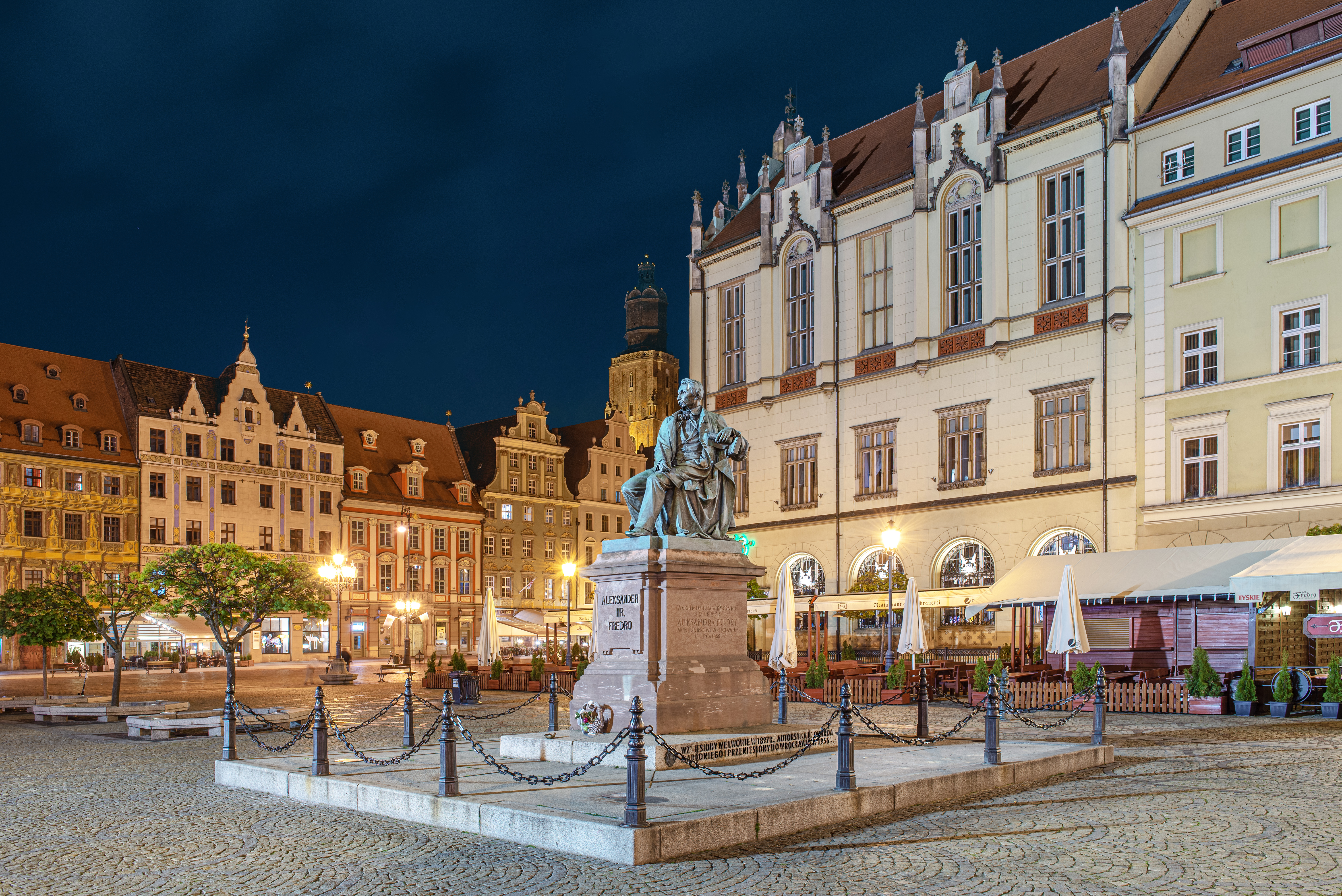
Pomnik Aleksandra Fredry

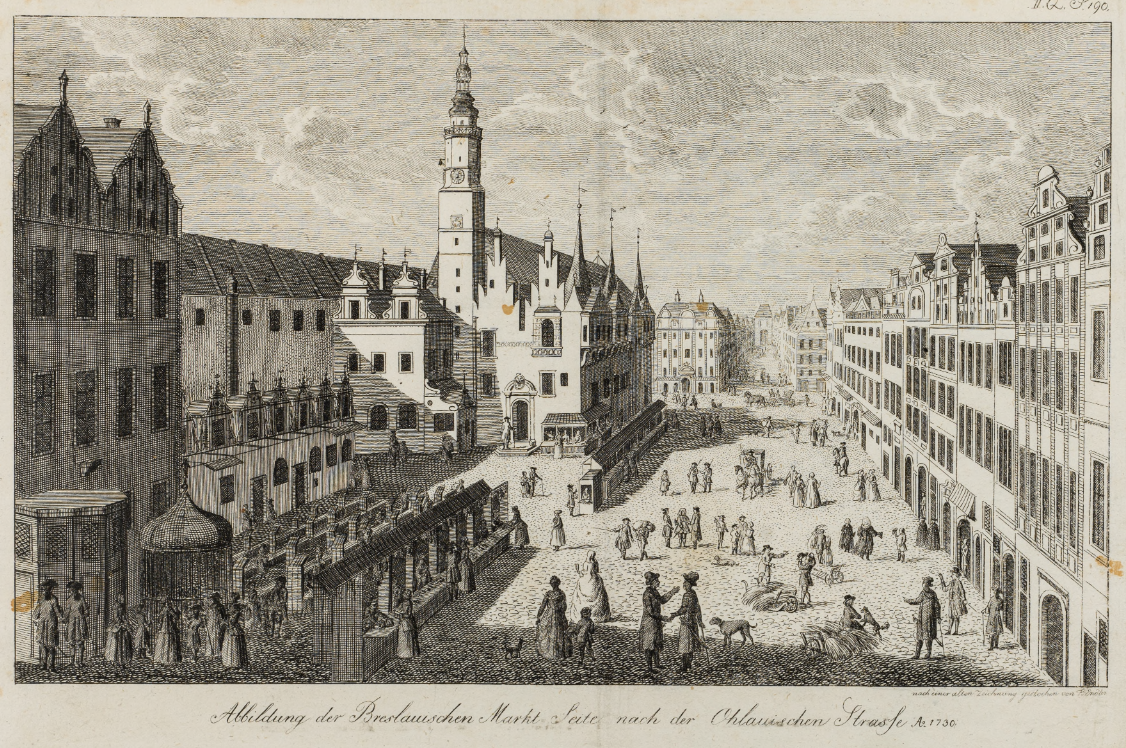
Południowa pierzeja Rynku, (1805). Po lewej stronie widoczna klatka dla złoczyńców. Widoczny jest również nieistniejący budynek topni kruszców od zachodniej stron Ratusza

- Pomnik Fryderyka Wilhelma III zaprojektowany przez Augusta Kissa;
- Pomnik Aleksandra Fredry autorstwa architekta i rzeźbiarza Leonarda Marconiego. W 1956 roku, w miejscu usuniętego pomnika Fryderyka Wilhelma III, ustawiono pomnik Aleksandra Fredry. Pomnik powstał w 1897 roku na zlecenie Koła Literacko-Artystycznego we Lwowie. Pomnik ustawiony był na wysokim na dwa metry piaskowym cokole, pokrytym z trzech stron inskrypcjami. Postać poety ukazana w pozycji siedzącej w czamarze, została odlana z brązu. W lewej ręce ręku dzierży rulon z papieru, a w prawej gęsie pióro[h]. Pomnik stał we Lwowie do 1946 roku, wtedy został przewieziony do Warszawy i umieszczony w parku Wilanowskim[64]. W 1956 roku pomnik przeniesiono do Wrocławia, a 15 lipca, w 80. rocznicę śmieci poety, dokonano oficjalnego odsłonięcia. Od tego czasu pomnik jest ulubionym miejscem spotkań wrocławian[64][65].

#### Pręgierz i szubienica
Zanim wybudowano pierwsze budynki ratusza, sądy odbywały się pod gołym niebem, na wybrukowanym w początku XIV wieku placu, wydzielonym rowem i płotem z plecionki. Pod koniec XIV wieku w ratuszu wybudowano Salę Wójtowską, a plac został zlikwidowany. W jego miejscu ustawiono, początkowo drewniany, a następnie kamienny pręgierz. 10-metrowy, piaskowcowy pręgierz ustawiony został w 1492 roku. Był to czworokątny słup umieszczony na trzech, a później na dwóch cokołach, podtrzymujący pięcioboczną ażurową gotycką latarnię zakończoną również ażurowym ostrosłupem, którego krawędzie ozdobione były pełzanką. U szczytu znajdował się kwiaton, na którym ustawiona była rzeźba przedstawiająca postać kata lub Rolanda. W dolnej części znajdowały się pierścienie, do których przywiązywano skazanego. Pręgierz został wykonany w warsztacie kamieniarskim Gauskego i Preusse’a. Przy pręgierzu wykonywano karę chłosty, ale również wylewano fałszywe wino lub wystawiano na widok publiczny obcięte złoczyńcom dłonie.
W 1848 roku z pręgierza usunięto łańcuchy i obręcze, tzw. kuny. Na przestrzeni wieków pręgierz ulegał różnym uszkodzeniom; najpoważniej w 1945 roku, co doprowadziło 12 kwietnia 1947 roku do jego rozebrania. Podczas usuwania resztek pręgierza znaleziono dokument sporządzony przez konserwatorów w 1925 roku, w którym wymieniono wszystkie pozostałe prace remontowe. Jego rekonstrukcji dokonano opierając się na szkicach, zdjęciach oraz na dokumentacji z 1925 roku. Oficjalne odsłonięcie zrekonstruowanego pręgierza nastąpiło 30 grudnia 1985 roku.
Po zachodniej stronie ratusza, przed kamienicą nr 19 znajdowała się w XVI wieku szubienica. Jej pozostałości zostały odkryte w 1745 roku podczas budowy odwachu. Szubienica, poprzeczna belka podparta z dwóch końców słupkami, stała na czworobocznej podstawie, na której znajdowała się data „1515”. Egzekucje ściągały tłumy mieszkańców na wrocławski rynek.
Obok szubienicy na Targu Rybnym znajdowała się tak zwana „buda wariatów”, która powstała 14 listopada 1575 roku. Buda była w rzeczywistości ośmioboczną klatką wykutą z żelaza i przykrytą miedzianym hełmem. W klatce zamykano wszystkich, którzy zakłócali ciszę nocną, pijaków i ulicznice. Szubienica i buda zostały usunięte w 1745 roku podczas rozpoczętych prac przy wznoszeniu odwachu dla pruskich żołnierzy.

#### Dawny szalet
W północno-wschodnim narożniku bloku śródrynkowego, w XIII wieku znajdował się budynek o nieokreślonej roli. Jego szczątki zostały odkryte podczas prac prowadzonych na wrocławskim Rynku w latach 1995–1997. Budynek był wzniesiony w konstrukcji szkieletowej, a jego ściany były wypełnione dranicami. Długość budynku wynosiła ok. 8,2 metra, a szerokość 5,6 metra, co dawało ok. 40 m² powierzchni. Pod koniec XIX wieku w tym samym miejscu wzniesiono murowany szalet funkcjonujący do 1945 roku.

#### Stacja benzynowa
Pod koniec lat dwudziestych XX wieku, wobec rozwijającego się przemysłu motoryzacyjnego, narodził się pomysł ustawienia na wrocławskim rynku, początkowo w północnej części placu Gołębiego, stacji benzynowej. W pierwszym rozpisanym konkursie architektonicznym brał udział m.in. architekt Alfred Hinderlich, który zaprojektował stację wpisującą się w architekturę północnej fasady bloku śródrynkowego, z sześcioma dystrybutorami zadaszonymi dachem wspartym na trzech kolumnach i z dwoma sklepami i pomieszczeniami administracyjnymi. Pierwszy konkurs nie został rozstrzygnięty. W 1930 roku rozpoczęto budowę po południowej części placu, naprzeciwko kamienicy nr 13. Projektantem budynku był Ludwig Moshamer. Budynek stacji był skromniejszy od tego z projektu Hinderlicha, miał wymiary 6 na 4 metry, dwa stanowiska zadaszone skośnym dachem wspartym na dwóch słupach i mały punkt sprzedaży gazet. Stacja należała do koncernu „OLEX Deutsche Benzin und Petroleum”. Stacja przetrwała działania wojenne w 1945 roku, a pieczę nad nią przejęła Polska Centrala Produktów Naftowych. W 1967 roku przeprowadzono remont budynku, w ramach którego m.in. usunięto marblitowe płytki z elewacji i wymalowano stację w biało-niebieskie barwy CPN. 27 lipca 1973 roku uchwalono decyzję o rozbiórce – rok później budynek stacji został rozebrany, a podziemne zbiorniki paliwa zasypane piaskiem.

#### Latarnie
Pierwsze latarnie we Wrocławiu, a w tym i na Rynku, pojawiły się w XVIII wieku. W 1828 roku ustawiono latarnie z oświetleniem na olej parafinowy, a w 1846 roku zastąpiono je latarniami gazowymi. W tym celu pod powierzchnią Rynku ułożono sieć zasilającą i ustawiono odpowiednie rury. W 1888 roku na rynku pojawiły się pierwsze latarnie elektryczne, a ich wygląd zmieniał się z upływem kolejnych lat. Po II wojnie światowej na Rynku znajdowały się wysokie żelbetonowe słupy, na których umieszczono rtęciowe lampy.

#### Fontanna
W 2001 roku w zachodniej części Rynku została postawiona granitowa fontanna autorstwa Alojzego Gryta. Fontanna ma formę prostokątnego basenu z wzniesionymi pośrodku głazów granitowych pionowo osadzonymi szklanymi płytami.

#### Kiosk ruchu
W 1946 roku, przed wschodnią stroną ratusza, obok pręgierza został postawiony kiosk z gazetami należący do wydawnictwa „Wiedza” związanego z PPS; po 1948 roku był to już kiosk „Książka i Wiedza”. Kiosk został rozebrany w 1962 roku.

### Kamienice

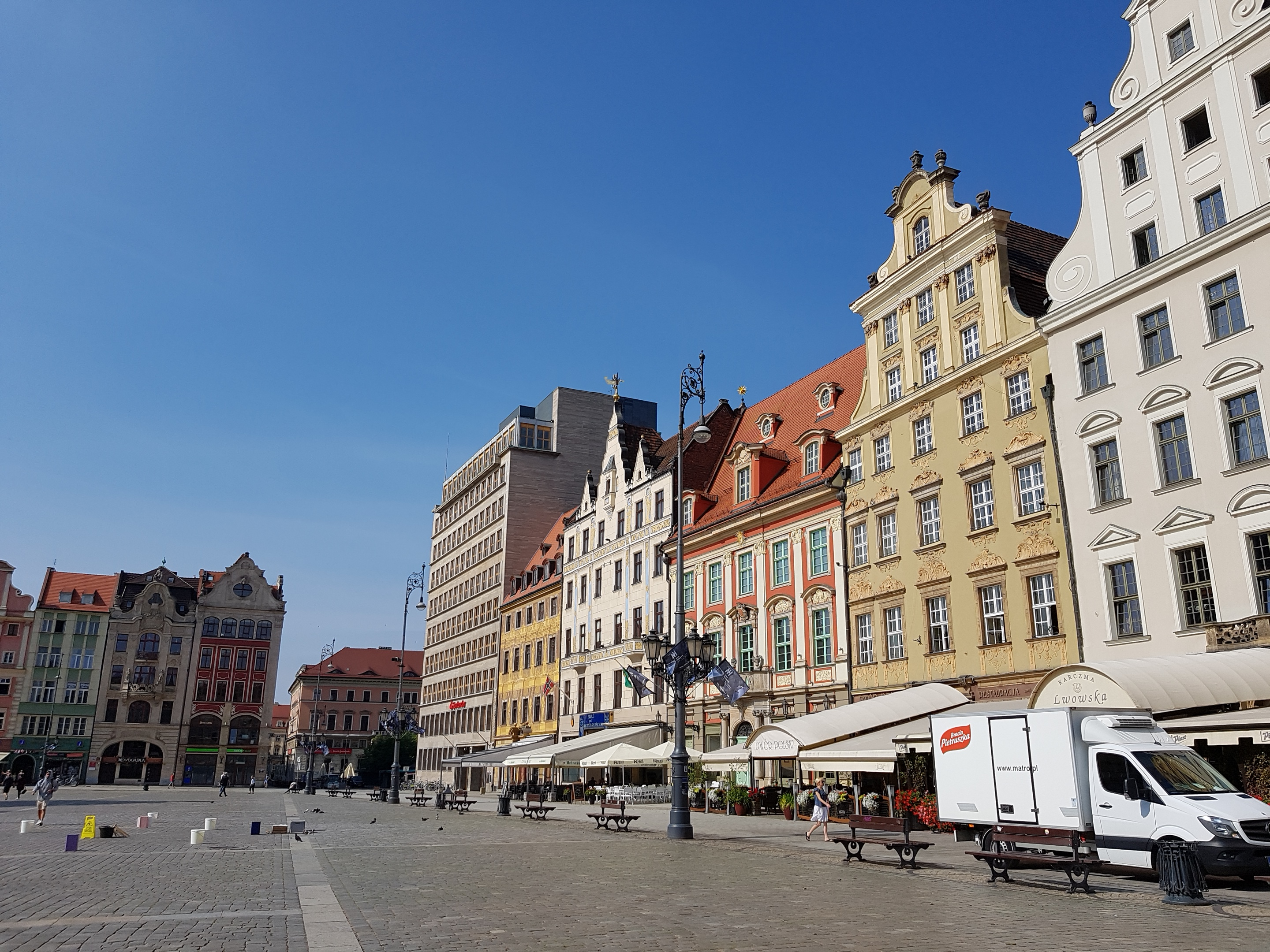
Pierzeja zachodnia

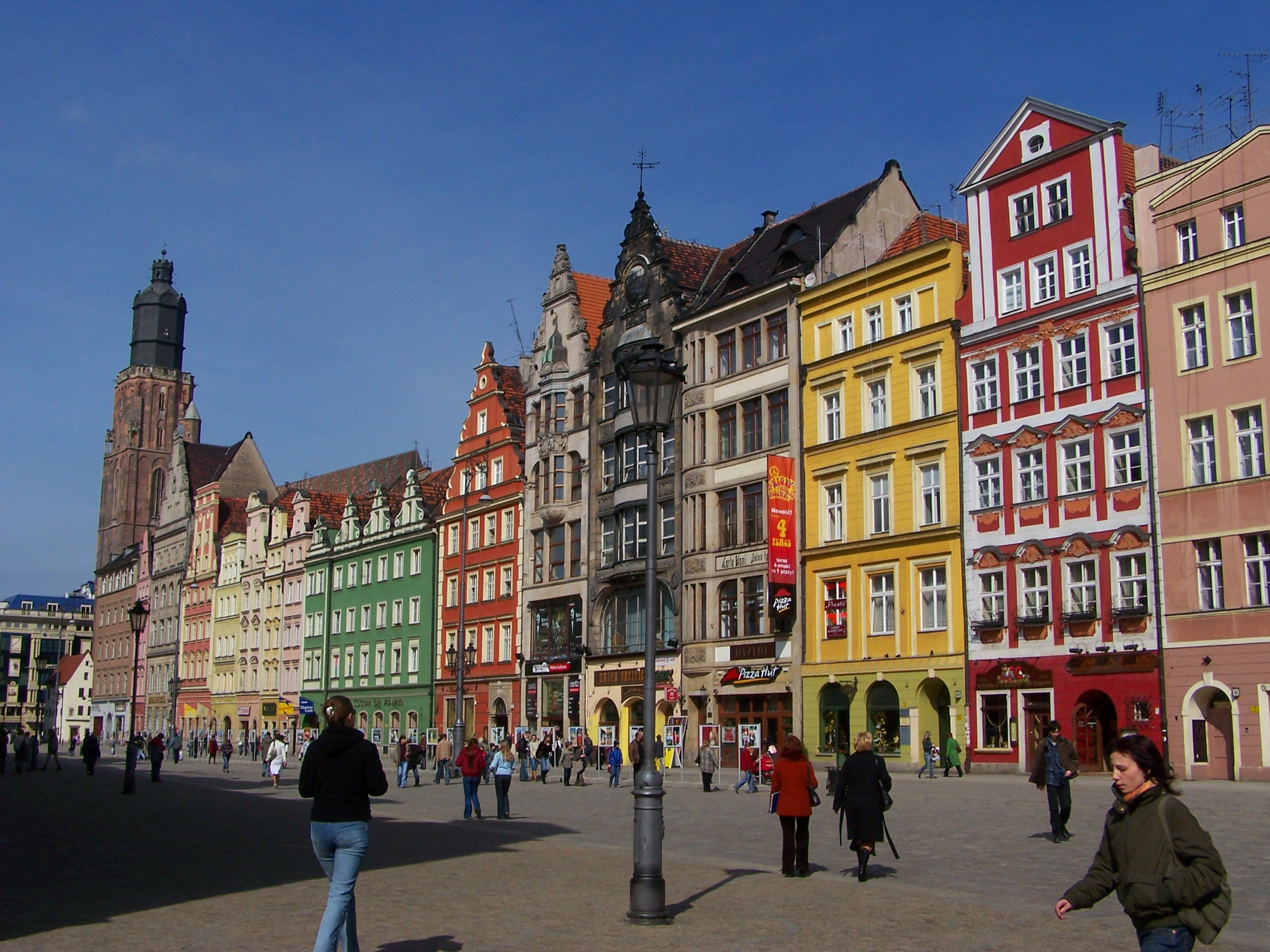
Pierzeja północna

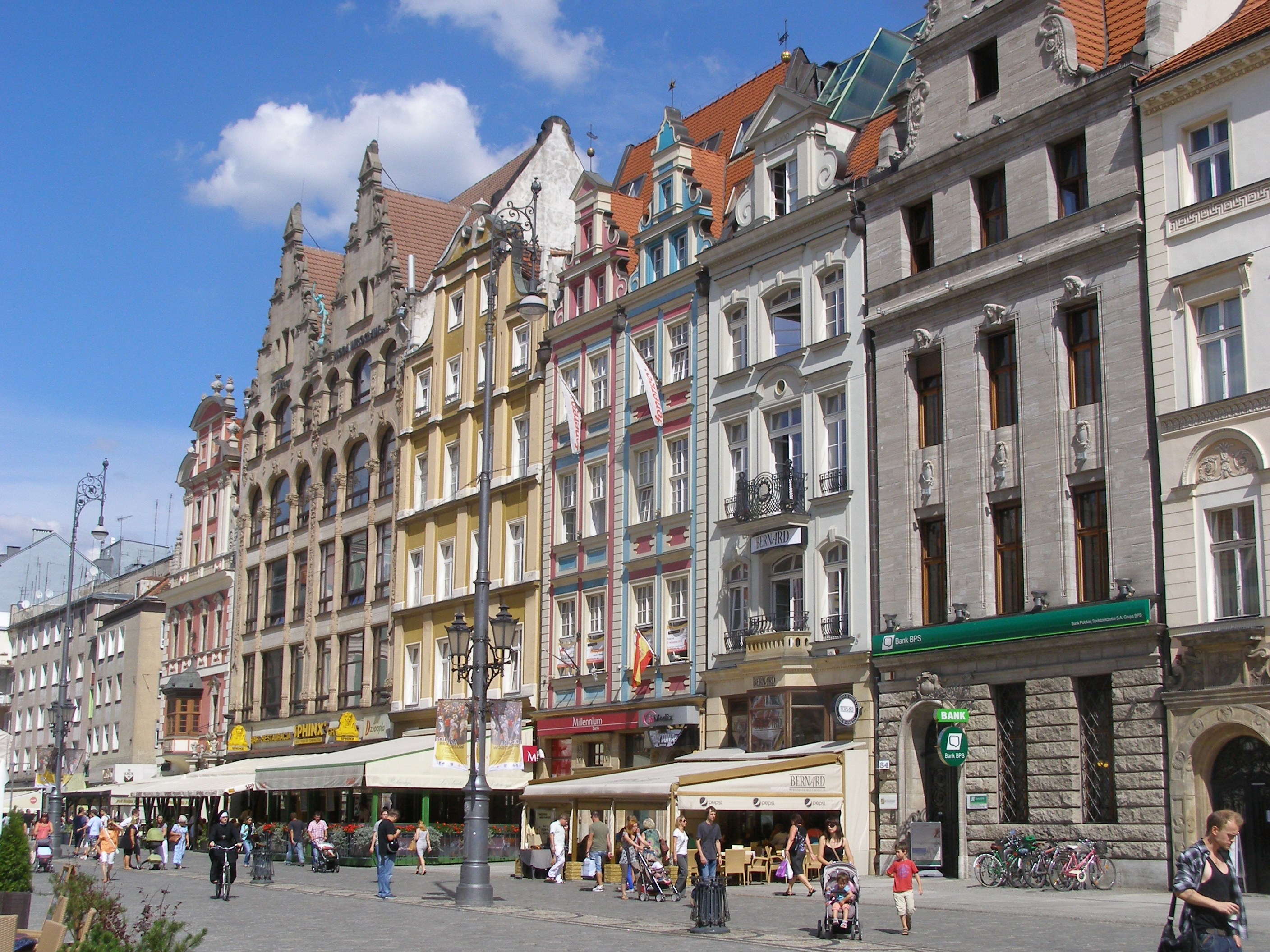
Pierzeja wschodnia

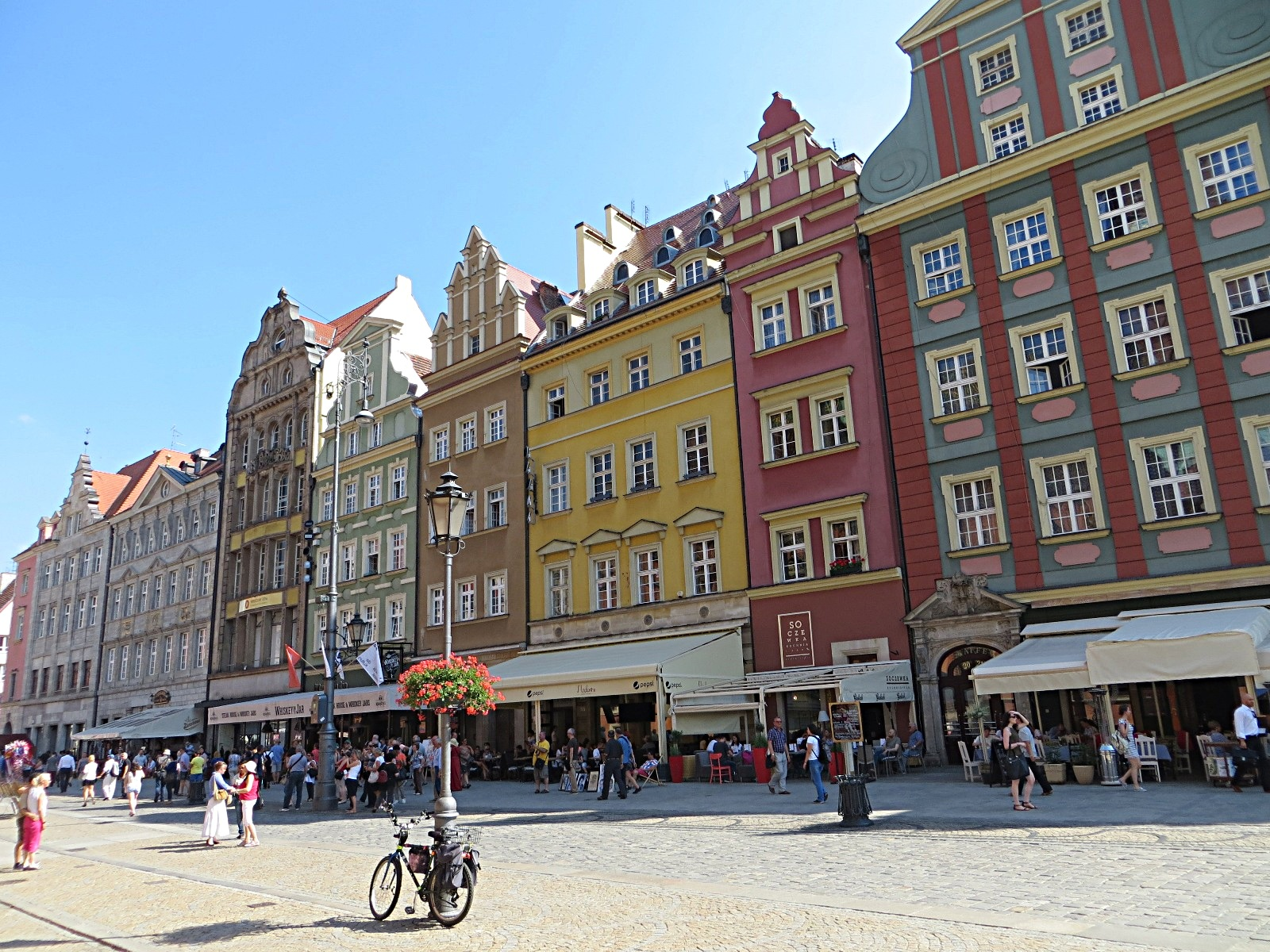
Pierzeja południowa

Pierwotna zabudowa pierzei Rynku była drewniana, często o konstrukcji szkieletowej i nie zajmowała całej szerokości parceli. Pierwsze budowle drewniane zostały wzniesione na działkach oznaczonych numerami od 5 do 7, przy czym dom na działce nr 6 uznaje się za najstarszy. Ściany tych budynków tworzyły najczęściej żerdzie lub plecionka obustronnie wylepione gliną. Budynki o powierzchni większej niż 30 m² wyposażone były w podłogi drewniane lub gliniane klepiska.
Murowane konstrukcje pojawiły się od połowy XIII wieku, a jako pierwsze wzniesiono je na działkach nr 8, 17, 24 i 52, przy czym kamienice nr 17 i 24 były wzniesione na planie czworoboku zwróconym krótszym bokiem do pierzei rynku. Dom nr 17 datowany jest na prawdopodobnie drugą ćwierć XIII wieku. Był to budynek z jednoprzestrzennym pomieszczeniem wspartym na dwóch kolumnach i przykryty sześcioma przęsłami krzyżowego sklepienia. Pozostałe dwa budynki nr 8 i 52 miały dwa pomieszczenia przykryte stropem, przy czym drugie pomieszczenie było o 1/3 mniejsze od pierwszego i sklepione. Te dwie kamienice powstały w drugiej połowie XIII wieku. Na działkach nr 6 i 12 wzniesiono pierwsze budynki szachulcowe i ceglane. Rozbudowa pozostałych działek i wznoszonych na nich budynków nastąpiła w XIV i XV wieku. Najwolniej zabudowywana była pierzeja północna, gdzie do XIV wieku zachowały się jeszcze pojedyncze posesje zajmujące pierwotną szerokość 60 stóp. Kamienice wzniesione w XIII wieku były zróżnicowane pod względem powierzchni; miały od 50 do 20 m², a wynikało to z testamentowych podziałów posesji.
Domy murowane były najczęściej dwu-, rzadziej trzykondygnacyjne, a ich przyziemia były posadowione w gruncie na głębokości od ok. 0,6 do 1 metra (a maksymalnie do 1/3 swej wysokości), by już pod koniec XIII wieku być całkowicie pogrążone w ziemi. Wówczas takie pomieszczenia przykrywano sklepieniami. Pierwsze kondygnacje miały zazwyczaj od 2,6 do 3,2 metra wysokości i były to ogrzewane pomieszczenia mieszkalne. W niektórych domach drugie kondygnacje miały do 4,5 metra wysokości, co mogło świadczyć o ich przeznaczeniu reprezentacyjnym lub magazynowym. Pomieszczenia na pierwszych kondygnacjach były oświetlane przez okna szczelinowe, a wyższe kondygnacje oświetlały większe okna jedno- lub dwustronnie rozglifione, nakryte łękami półkolistymi lub zaostrzonymi, oraz okulusy. Fasady pierwszych kamienic składały się z niezależnych od siebie kompozycyjnie części podzielonych fryzem płycinowym lub gzymsem. W budynkach jednopasmowych wejście znajdowało się na skraju elewacji i prowadziło najczęściej do sieni, w kamienicach dwupasmowych znajdowały się dwa wejścia obok siebie przy jednej ze ścian bocznych. Parterowa część fasady miała najczęściej kompozycję horyzontalną z wyraźnym podziałem okiennym i z imitującymi je blendami.
Poddasza z wysokimi dachami przeważnie spełniały funkcje magazynowe. Pomiędzy kondygnacjami znajdowały się drewniane stropy, a nad parterem występowały sklepienia. Wejście do budynku znajdowało się zarówno od strony frontowej, jak i tylnej, przy czym wejście na wyższe kondygnacje znajdowało się z tyłu budynku i najczęściej były to dostawiane schody drewniane. Dotychczas odkryto 23 takich kamienic znajdujących się na 17 kuriach lokacyjnych. Budynki te, w wyniku podziałów testamentowych i wykupów czynszowych, były następnie dzielone na połówki, ćwiartki, tercje lub ponownie łączone w większe posesje. Największa aktywność wznoszenia nowych domów miała miejsce na zachodniej pierzei, gdzie już pod koniec XIII wieku istniała zwarta zabudowa kamienic. Większość pierwszych kamienic była ustawiona szczytem do linii pierzei i miała różne długości ścian bocznych. Kamienice były zarówno jednoprzestrzenne na każdej kondygnacji (np. Rynek nr 4, 6, dom nr 8, oraz 12, 17, 24, 26, 33, 41, 43, 59), jak i dwutraktowe oraz dwuskrzydłowe (Rynek 4, 6, 12 i 24), a także dwudzielne (Rynek 8) i trójdzielne (Rynek 3). Na działkach numer Rynek 5, 7, 22/23, 48/49, 52, 60 znajdowały się kamienice o układzie kalenicowym.
Pod koniec XIII wieku budynki na działkach nr 7, 22/23 zostały powiększone o tylne skrzydła, a kamienica 48/49 została podzielona na dwa domy jednoprzestrzenne i dwuskrzydłowe. Niektóre kamienice miały więcej niż jedno wejście w ścianie frontowej: kamienica Rynek 60 miała dwa wejścia, Rynek 48/49 trzy wejścia przed podziałem, a Rynek 7 cztery wejścia. Narożna kamienica nr 41 miała jedno wejście od strony Rynku, ale siedem wejść od strony ulicy Wita Stwosza. Kamienice te najczęściej były podzielone wewnątrz drewnianymi przepierzeniami. Niektóre kamienice XIII-wieczne były pokryte polichromią architektoniczną złożoną z dwóch powłok malarskich tj. z czerwonego tła i pomalowanych na biało spoin. Pod koniec XIII wieku elewacje frontowe niektórych kamienic mogły być pokryte polichromią architektoniczną złożoną z dwóch powłok malarskich, czerwonego tła i pomalowanych na biało spoin.
Kamienice wznoszone w XIII wieku należały do przedstawicieli zamożniejszych grup zawodowych mieszczan. Grupy te skupiały się w czterech kwartałach powiązanych z rynkiem. Pierzeje południową i zachodnią Rynku, ulice Ofiar Oświęcimskich i Kiełbaśniczą zajmowali mieszczanie trudniący się kupiectwem, a domy znajdujące się przy ul. Kotlarskiej należały do kramarzy bogatych. Pierwszy odcinek ulicy Wita Stwosza, zwany w średniowieczu Między Złotnikami, zamieszkiwali przedstawiciele tego zawodu; okolice ulicy Kuźniczej skupiały wyrobników broni. Najbardziej okazałe kamienice należały do patrycjatu – jego przedstawiciele byli właścicielami dwudziestu pięciu kamienic w pierzejach zachodniej i południowej oraz dziewięciu w pierze północnej i tyleż samo w pierzei wschodniej i na Kurzym Targu.
Powierzchnię Rynku stanowił bruk, a przed blokami północnym i wschodnim układano drewniane deski (dyle). Pod koniec XIII wieku, wskutek nakładania się warstw odpadów, piasku i gruzu, poziom Rynku podniósł się o prawie dwa metry. Z tego też powodu przed kamienicami zaczęto budować murowane przedproża. Pierwsze takie konstrukcje powstały w trzeciej ćwiartce XIII wieku. Przedproża zabierały dodatkowo około czterech metrów przestrzeni rynku. Najczęściej były wysuniętymi pomieszczeniami o wysokości dochodzących do pierwszej kondygnacji i wystawały ponad poziom terenu o kilkadziesiąt centymetrów. Ściany boczne i ściany frontowe zostały wzniesione z cegły w wątkach dwuwózkowym lub nieregularnym i złożone były z filarów, których łęki spoczywały na podporach środkowych i z arkadii. Niektóre z nich były pokryte powłoką malarską złożoną z czerwonego tła i na biało pomalowanych spoin. Przedproża przykryte były płaskim dachem, z którego za pomocą drewnianych lub kamiennych schodów można było dostać się na pierwsze piętro. Do pomieszczeń w parterze (zagłębionego w ziemi po podniesieniu poziomu rynku) wchodzono drzwiami we frontowej ścianie przedproży. W połowie XIV wieku, gdy poziom Rynku podniósł się o trzy metry w stosunku do jego pierwotnego stanu i osiągnął obecny poziom, przedproża zaczęto likwidować. W tym samym czasie liczba kamienic osiągnęła obecny stan.
W XIV wieku kamienice przyrynkowe miały głównie układ dwuskrzydłowy lub dwutraktowy zwarty, z wydzieloną piwnicą, czyli dawnym parterem i jednym piętrem. Sień na parterze spełniała często role pomieszczenia warsztatowego, składu towarów lub kantora handlu hurtowego. Do sieni bardzo często prowadziła brama wjazdowa. W 1363 roku, w wilkierzu z 26 sierpnia, po serii pożarów jakie wybuchły we Wrocławiu w latach 1344, 1349, 1360 bezwarunkowo nakazano odbudowę drewnianych domów na terenie Rynku już jako budynków murowanych. W XV i w XVI wieku w kamienicach zaczęto wyodrębniać izby tylne (w tylnym trakcie) przykryte sklepieniem krzyżowo-żebrowym lub gwiaździstym. W pomieszczeniu tym przechowywano najczęściej cenniejsze towary oraz księgi kupieckie. W tym samym trakcie znajdował się przechód prowadzący na podwórze. Pod koniec XV i na początku XVI wieku kamienice zyskiwały kolejne piętra, a pomieszczenia zróżnicowane przeznaczenie; w większych kamienicach znajdowały się pokoje o funkcji reprezentacyjnej, np. w kamienicy „Pod Siedmioma Elektorami”. Do tylnej części kamienic dobudowywano oficyny, w których znajdowały się również pomieszczenia kuchenne oraz adaptowano poddasza na pomieszczenia mieszkalne. Potrzeba zwiększenia liczby pomieszczeń mieszkalnych spowodowana była zwiększeniem liczby mieszkańców kamienicy, służby lub czeladników i uczniów.
W XVI wieku kamienice przyrynkowe, w wyniku przebudowy, zaczęły otrzymywać szerokie elewacje frontowe z horyzontalnym zwieńczeniem, np. kamienica nr 60, która zwieńczona była trzema schodkowymi szczytami. Okres renesansu wprowadzał w architekturze istotne zmiany co do zadaszenia budynków. Wysokie dachy były zastępowane płaskimi tarasami z wieżowymi pawilonami-belwederami i attyką złożoną z półkolistych i ćwierćkolistych tarcz. W Rynku takim zmianom uległa kamienica „Pod Złotą Koroną”. W okresie renesansu kamienice zyskały lepszą komunikację; wejścia na górne kondygnacje, w postaci klatki schodowej pojawiły się wewnątrz budynku, w środkowym trakcie, choć wejścia na inne piętra znajdowały się w różnych częściach budynku. Pomieszczeniom mieszkalnym na piętrach nadawano bardziej okazały wygląd, belkowane lub kasetonowe stropy pokrywane były dekoracją malarską o motywach wici roślinnej, marmoryzacją lub scenami figuralnymi. W drugiej połowie XVI wieku fasady kamienic nabierały form niderlandzkiego manieryzmu, szczyty otrzymywały rozbudowane sylwety utworzone z powyginanych banderol ornamentu okuciowego lub ozdoby w formie płaskorzeźb przedstawiające zwierzęta (kamienica nr 2 „Pod Gryfami”). Pod koniec XVI wieku wystrój fasad kamienic zmieniał się z podziału kratownicowego na rzecz akcentowania podziałów horyzontalnych. W okresie baroku (przełom XVI i XVII w.) nadano nową formę szczytom kamienic likwidując ich podziały międzykondygnacyjne, a dodając, najczęściej wykonane w kamieniu, elementy ornamentalne o motywie wolut i przedstawień figuralnych.
Do końca XIX wieku kamienice na Rynku przechodziły różne zmiany wynikające z wprowadzania nowych stylów architektonicznych: od renesansowych (kamienica „Pod Złotą Koroną”, kamienica przy ul. Garncarskiej 8) do późnobarokowych, takich jak kamienica nr 18 i kamienica nr 46.
Na początku XX wieku, za sprawą konserwatorów zabytków i architektów, zaczęto większą uwagę przykładać do ochrony zabytków i do zmian architektonicznych, które niszczyły dziedzictwo architektury Wrocławia. Jedna z pierwszych publikacji przeciwstawiająca się wyburzaniu starych kamienic została opublikowana w roku 1904 pt. Das Haus zur Goldenen Krone, a jej autor L. Burgemeister sprzeciwiał się wyburzeniu renesansowej kamienicy nr 29 pod kolejny dom handlowy. W latach trzydziestych wrocławski konserwator i radca budowlany Rudolf Stein wydał dwie książki na temat domów mieszczańskich i ich wyglądu w 1800 roku. Za jego sprawą w 1935 roku, z fasad kamienic na Rynku zniknęły szyldy zasłaniające budynki i szpecące ich historyczną wartość. Pokłosiem nowych trendów były zmiany fasad domu towarowego Braci Barasch, fasady kamienicy nr 45, przywrócono stary wygląd fasady domu nr 16 oraz szczyt w kamienicy nr 15, odrestaurowano elewację kamienicy nr 55. Największe kontrowersje wzbudziło wzniesienie w latach 1929–1931 budynku bankowego nr 10/11 autorstwa Heinricha Rumpa. Modernistyczny projekt w znaczny sposób kolidował z zabytkowymi kamienicami Rynku nie tylko pod względem stylu, jak i wysokości.
Podczas działań wojennych w 1945 roku zniszczeniu uległo ponad 60% zabudowy przyrynkowej; zachowało się jedynie siedemnaście budynków. W 1953 roku zapadła decyzja o odbudowie większych zespołów zabytkowych, w tym kamienic stojących przy Rynku. Prace te oparte były na opracowaniach stworzonych w latach 1949–1952 pod kierunkiem Emila Kalikiego z Miejskiego Urzędu Planowania Przestrzennego. Ich założeniem było odbudowanie lub wyremontowanie starych budynków na potrzeby głównie mieszkaniowe, a w przyziemiu na cele usługowe. Prace uwzględniały wyburzenie wielu tylnych oficyn oraz spłycenie kamienic frontowych. Na cele niemieszkalne odbudowano zaledwie trzy kamienice: dom nr 29 dla biur projektowych, kamienice tretu nr 23–27 na Dom Związków Twórczych i domki tretu 7/8. W sumie zrekonstruowano w formie historycznej dwadzieścia cztery kamienice, odbudowano lub przebudowano jedenaście, a w trzynastu przeprowadzono remonty. Do 1955 roku zrekonstruowano większość kamienic, bez wystroju elewacji. Rekonstrukcje te w większości były rekonstrukcjami niepełnymi, wymuszonymi zachowanymi elementami stalowymi konstrukcji lub detalami architektonicznymi, które przenoszono w bardziej eksponowane miejsca: np. malowany strop z tylnego pomieszczenia domu nr 47 został przeniesiony do pomieszczenia frontowego, portal z podwórza w kamienicy nr 20 został przeniesiony na front, a w elewację domu nr 4 wstawiono portal z pałacu Schreyvoglów. Bardzo wiele elewacji, głównie w najbardziej zniszczonych pierzejach północnych i południowych, otrzymało uproszczoną dekorację. Projekt kolorystyczny dla wszystkich pierzei Rynku wykonali: Aleksander Jędrzejewski, Stanisław Pękalski, i Władysław Wincze.
Oficyny przylegające do kamienic w większości zostały usunięte, a elewacjom od strony podwórza nadawano nowe kompozycje. Ostatnią kamienicę, „Pod Złotym Psem” odbudowaną od podstaw, wzniesiono w latach 1992–1994.

#### Pierzeja zachodnia
Zachodnia strona Rynku, zwana Stroną Siedmiu Elektorów (niem. Sieben-Kurfürsten-Seite), a wcześniej „Przy Budce” lub „Przy Wadze” ma najwięcej zachowanych oryginalnych zabytków – renesansowych i manierystycznych kamienic na zrębie gotyckim. W tej części znajduje się osiem numerowanych kamienic, a na najbardziej wysuniętej na południe działce znajduje się biurowiec, jeden z pierwszych wieżowców Wrocławia (obecnie oddział Santander Bank Polska). Działki strony zachodniej sięgają 240 stóp i dochodzą do ul. Kiełbaśniczej.

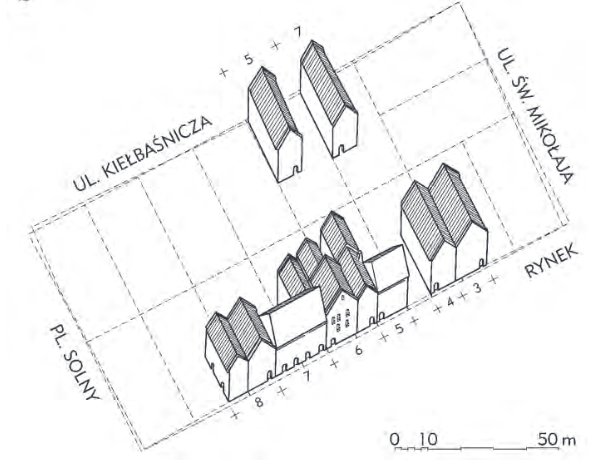
Najstarsza zabudowa w bloku zachodnim Rynku: wg opracowania M. Chorowska

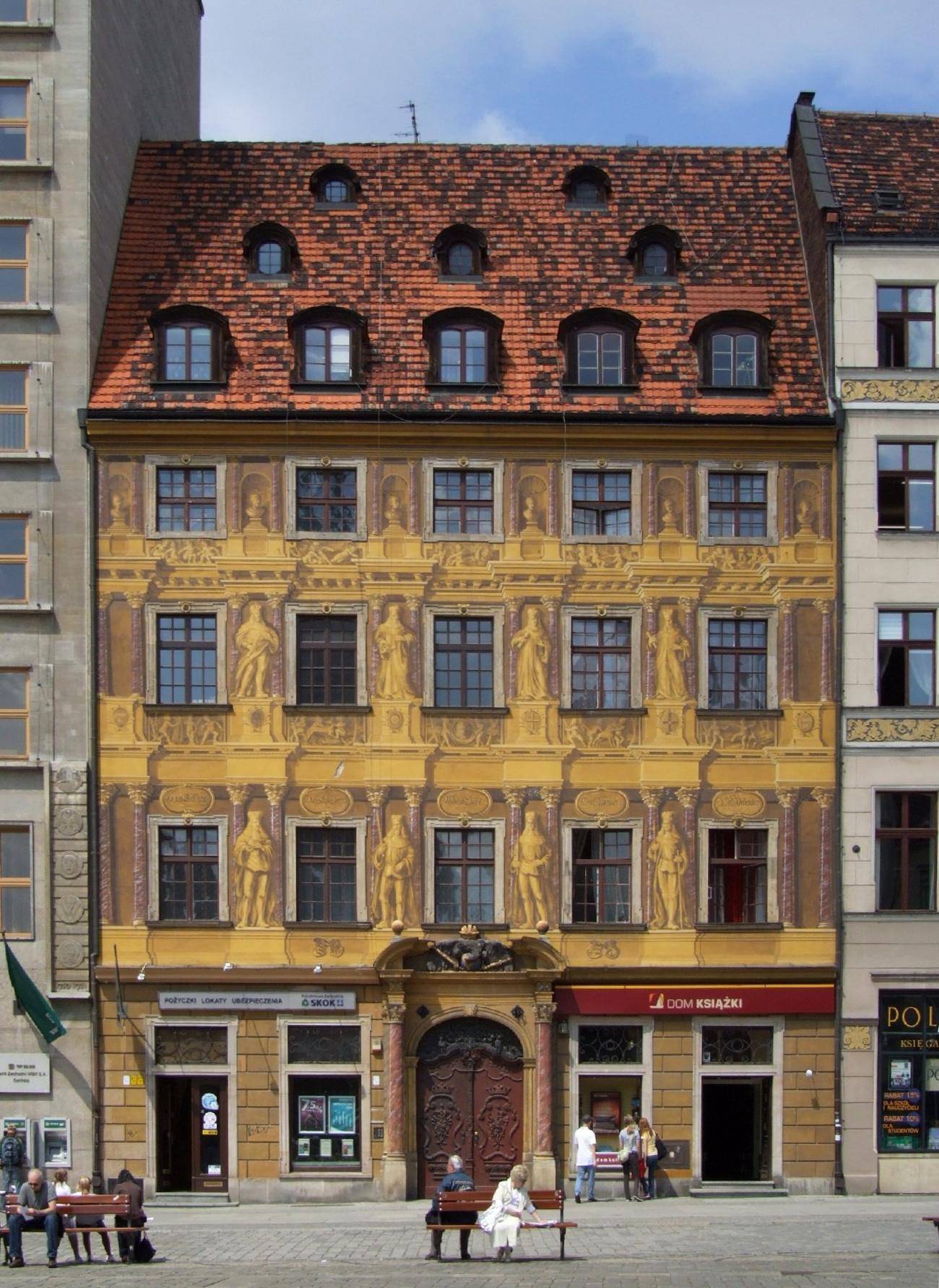
Kamienica pod Siedmioma Elektorami

Najstarszą datowaną na pierwszą połowę XIII wieku, kamienicą jest kamienica „Pod Siedmioma Elektorami” (nr 8), przebudowana i poszerzona w głąb działki o jeden trakt na przełomie XV i XVI wieku. W XIII wieku wzniesiono również kamienicę przy Rynku 3 zachowującą obecnie motywy renesansu i manieryzmu, kamienicę „Pod Złotym Orłem” i kamienicę przy Rynku 5. W XIV wieku wzniesiono kamienicę nr 7 zwaną obecnie kamienicą „Pod Błękitnym Słońcem”, wówczas jednotraktową (ok. 10,5 m) oraz kamienicę przy Rynku 1. W 1575 roku kamienica nr 5 została poddana przebudowie na styl włoskiego manieryzmu: w jej osi umieszczono portal, a nowa sień zajęła dwie trzecie szerokości budynku, elewacja została bogato ozdobiona ozdobną sztukaterią. W tym samym okresie wzniesiono szczytową kamienicę nr 9 z portalem po prawej stronie i z oknami z obramieniami ozdobionymi prostokątnymi i kwadratowymi motywami. Jej szczyt podzielony był na trzy części, a każdą kondygnację oddzielał gzyms. W 1587 roku została przebudowana kamienica nr 2 „Pod Gryfami” przez budowniczego miejskiego Fryderyka Grossa. Kamienica miała wówczas w osi budynku sień przejazdową, nieco szerszą w części frontowej (w średniowieczu i XVI wieku). W części tylnej znajdowały się dwa przęsła gotyckich sklepień krzyżowych i żebrowych. Był to jeden z największych budynków na Rynku; miał pięć osi, trzy kondygnacje nadziemne, dwie kondygnacje piwniczne i pięć kondygnacji dachu.
Na przestrzeni kolejnych wieków kamienice w tej części Rynku pełniły funkcje rezydencjonalne, m.in. kamienica „Pod Siedmioma Elektorami”. W 1672 roku nadano kamienicy pałacowy charakter. Gotyckie stropy zostały pokryte sztukaterią, w osi fasady umieszczono barokowy portal bramy, a ściana frontowa pokryta została malowidłem – na pierwszym i drugim piętrze, między kolumnami umieszczono portrety cesarza Leopolda i siedmiu elektorów, a pomiędzy kolumnami na trzecim piętrze w niszach ustawiono antyczne popiersia. Równie podobna pałacowa fasada powstała w 1727 roku na kamienicy nr 6 „Pod Złotym Słońcem”. Kolejne poważniejsze przebudowy miały miejsce w latach 1804 (fasada kamienicy nr 1) i w 1805 (kamienica nr 7). W 1837 roku wyburzono kamienice nr 10 i 11, a w ich miejsce wzniesiono nowy czterokondygnacyjny budynek o klasycyzujących formach. Na przełomie XIX i XX wieku zaczęto stosować konstrukcje stalowe, co pozwoliło na wznoszenie budynków o cienkich stropach i wielkich otworach okiennych. W tym okresie wyburzono kamienicę nr 1 wznosząc w jej miejsce dom handlowy Geschäftshaus Ludwig Wittemberg w stylu akademickiego modernizmu. Ostatnie poważne zmiany w pierzei zachodniej miały miejsce w 1929 roku, kiedy to wyburzono renesansową kamienicę nr 9 i budynek 10/11, a na ich miejsce wzniesiono dziesięciokondygnacyjny budynek bankowo-biurowy (obecnie oddział Santander Bank Polska). W 1935 roku, za sprawą Rudolfa Steina, przeprowadzono prace konserwatorskie przy kamienicy nr 2 „Pod Gryfami”. Pierwsze prace rozpoczęto w 1933 po pożarze kamienicy. Zgodnie z ówczesnym trendem przywracania kamienicom ich oryginalnego wyglądu, na fasadzie budynku, zgodnie z rysunkami H. Mützla z 1824 roku, przywrócono stare gzymsy, nad portal przeniesiono z podwórza stare herby, a na szczycie odnowiono i uzupełniono płaskorzeźby zwierząt. Ich autorem był rzeźbiarz Johannes Kiunka, który wykonał prace restauratorskie również w kamienicy nr 6, odnawiając sztukaterię w malowidłach na plafonach na pierwszym piętrze. Pod koniec lat trzydziestych prace konserwatorskie podjęto również w kamienicach stojących w północnej części tretu.
Podczas działań wojennych w 1945 roku, pierzeja zachodnia uległa najmniejszym zniszczeniom. Zupełnemu wypaleniu uległa kamienica nr 4 i uszkodzeniu uległa kamienica nr 3, a nieznacznym uszkodzeniom uległ budynek nr 8 – głównie polichromia na fasadzie. Odbudowa uszkodzonych kamienic miała miejsce w 1953 roku. Jej autorami byli architekci Maria Mirosława Czyżewska, Edmund Małachowicz i Józef Rachwalski (kamienica nr 4) oraz Emil Kaliski – kamienica nr 3. W tym też okresie wyburzono zabytkową oficynę przylegającą do kamienicy nr 2 z powodu braku środków na jej odrestaurowanie i inne potrzeby mieszkaniowe.
Kamienice:

- Rynek 1 Kamienica przy Rynku 1
- Rynek 2 Kamienica Pod Gryfami
- Rynek 3 Kamienica przy Rynku 3
- Rynek 4 Kamienica Pod Złotym Orłem
- Rynek 5 Kamienica przy Rynku 5
- Rynek 6 Kamienica Pod Złotym Słońcem
- Rynek 7 Kamienica Pod Błękitnym Słońcem
- Rynek 8 Kamienica Pod Siedmioma Elektorami
- Rynek 9–11 Biurowiec przy Rynku 9–11

#### Pierzeja południowa
Pierzeja południowa nosiła nazwę „Strona Złotego Pucharu” (niem. Goldene-Becher-Seite), a wcześniej „Przy Starej Szubienicy” (Beim Alten Galgen). Jej zabudowa stanowi w znacznym stopniu swobodną rekonstrukcję z okresu powojennego (z lat 1952–1960). Duża część budynków to dawne secesyjne lub modernistyczne domy towarowe, ukryte za pseudohistoryczną elewacją.

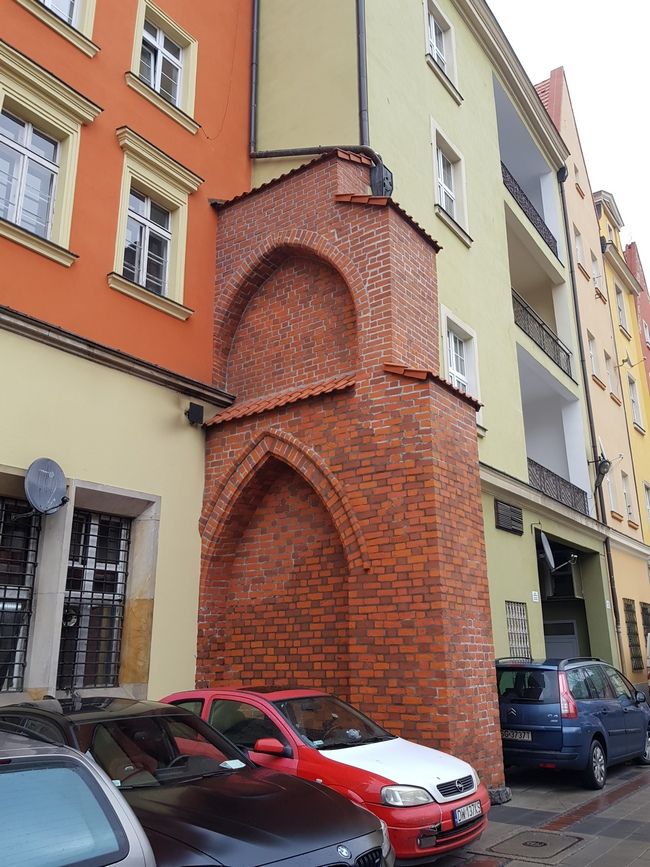
Pozostałości po wyburzonej tylnej części Kamienicy nr 19 na wrocławskim Rynku – mur średniowieczny

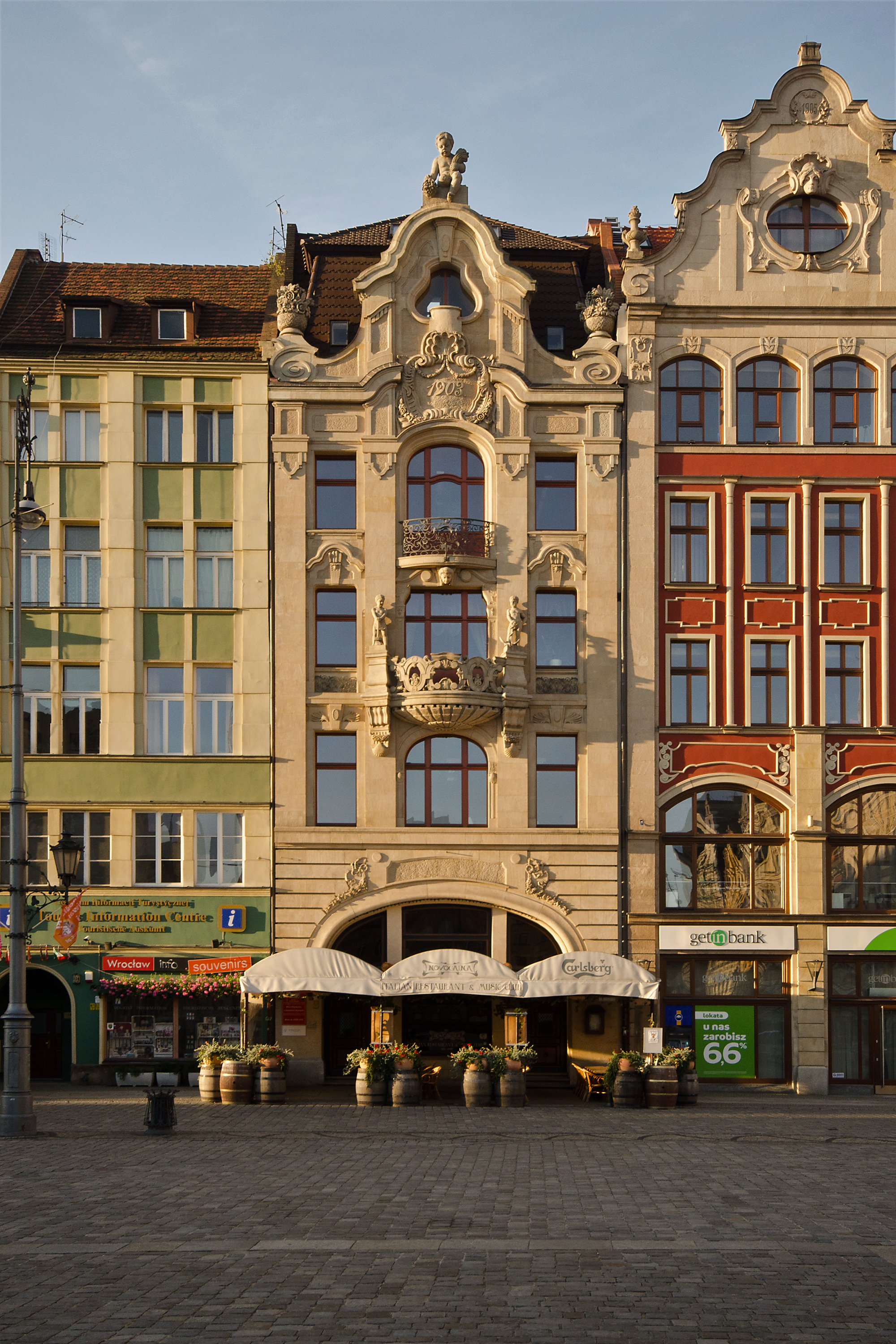
Kamienica nr 13

Najstarszymi budynkami w pierzei południowej są kamienica nr 12 oraz kamienice nr 17 i nr 24. Murowana kamienica narożna nr 12 została wzniesiona w XIII wieku w miejscu budynku drewnianego. Dwie pozostałe kamienice zostały wzniesione na planie czworoboku, zwróconym krótszym bokiem do pierzei Rynku. Dom nr 17 datowany jest na  prawdopodobnie drugą ćwierć XIII wieku. Był to budynek z jednoprzestrzennym pomieszczeniem wspartym na dwóch późnoromańskich kolumnach i przykrytym sześcioma krzyżowymi sklepieniami. Kamienica nr 24 była wzniesiona z cegły w układzie wendyjskim. Pod koniec XIII wieku wzniesiono również kamienice nr 21, nr 23 „Pod Zieloną Dynią” oraz nr 26 „Pod Złotym Pucharem”. Pozostałe kamienice wzniesiono w XIV wieku. Jednym z największych budynków była kamienica nr 19. W jego części piwnicznej znajdowały się dwa kamienne, kwadratowe filary podtrzymujące sześć półsklepień krzyżowych, a całe pomieszczenie miało wymiary 13 × 12,4 metra. Równie przestronne były pomieszczenia na parterze. Pod koniec XVI wieku przebudowano fasady dwóch kamienic nr 27 i 28 o szerokości czterech osi okiennych. Nadano im późnorenesansowe, a w części szczytowej manierystyczne formy. Z tego samego okresu pochodził portal umieszczony w kamienicy nr 12 (obecnie przy ulicy Biskupiej 11) mający cechy manieryzmu niderlandzkiego. W okresie baroku kilka kamienic z pierzei południowej poddano przebudowaniu, m.in. fasadę kamienicy nr 20, nadając jej formy barokowe. Śladem po tej przebudowie jest data „1689” umieszczona na zachowanym portalu obok łacińskiej sentencji i dacie pierwszej przebudowy „1542”. Po roku 1737 przebudowana została kamienica nr 18. Jej fasada była najbardziej bogatą i barokową w całym Wrocławiu. W trzeciej ćwierci XIX wieku, w wyniku coraz większej liczby zamożniejszej części właścicieli kamienic budujących swoje majątki na rozwijającym się przemyśle i handlu, wiele kamienic uległo przebudowie lub znacznym zmianom wyglądu elewacji. W pierzei południowej takim zmianom uległa kamienica nr 14, a w kamienicach nr 16 i 26 zmieniono elewację. W kolejnych latach 1876–1895 wyburzono kamienice nr 15, 24, 25 i 28, a w ich miejsce postawiono nowe budynki, niektóre utrzymane w formach neorenesansowych, np. kamienica nr 24. Na przełomie XIX i XX wieku zaczęto stosować konstrukcje stalowe, co pozwoliło na wznoszenie budynków o cienkich stropach i wielkich otworach okiennych. W tym okresie wyburzeniu uległy kamienice nr 12, 13, 15 (ponownie), 20, 22, 23, 26, 27 i ponownie 28. Niektóre nowe budynki podczas wznoszenia były łączone razem z sąsiednimi dla uzyskania większej przestrzeni handlowej (kamienice 27–28), inne powstały na bazie konstrukcji stalowej (nr 12, 13, 20 i 22). Nowa kamienica nr 22 została wybudowana w formie eklektycznej, kamienicom nr 12 i 25 nadano formy neobarokowe, kamienicy nr 23 akademickiego modernizmu, a kamienicom nr 13 i 20 secesyjne. W 1927 roku wyburzono najwęższą kamienicę w tej części pierzei Rynku – kamienicę nr 21, a w jej miejsce wzniesiono pięciokondygnacyjny modernistyczny budynek z szerokimi czterodzielnymi oknami.
Podczas działań wojennych w 1945 roku, fasada południowa uległa znacznym uszkodzeniom. Zupełnemu zniszczeniu uległy kamienice nr 16, 17, 18, 19 i 24, a wypaleniu uległy kamienice nr 20, 22 i 26. Po roku 1956 przeprowadzono kapitalny remont kamienicy nr 15 według projektu Emila Kaliskiego
Kamienice:

- Rynek 12 Kamienica przy Rynku 12
- Rynek 13 Kamienica przy Rynku 13
- Rynek 14 Kamienica przy Rynku 14
- Rynek 15 Kamienica przy Rynku 15
- Rynek 16 Kamienica przy Rynku 16
- Rynek 17 Kamienica przy Rynku 17
- Rynek 18 Kamienica przy Rynku 18
- Rynek 19 Kamienica Pod Starą Szubienicą we Wrocławiu
- Rynek 20 Kamienica przy Rynku 20
- Rynek 21 Kamienica przy Rynku 21
- Rynek 22 Kamienica Pod Złotym Dzbanem we Wrocławiu
- Rynek 23 Kamienica Pod Zieloną Dynią we Wrocławiu
- Rynek 24 Kamienica przy Rynku 24
- Rynek 25 Kamienica przy Rynku 25
- Rynek 26 Kamienica Pod Złotym Pucharem we Wrocławiu
- Rynek 27–28 Kamienica przy Rynku 27–28

#### Pierzeja wschodnia
Pierzeja obejmuje numery od 29 do 41, niegdyś była określana jako „Strona Zielonej Trzciny” (niem. Grüne-Rohr-Seite) bądź „Strona Zielonej Rury”. Jej nazwa pochodzi prawdopodobnie od studni zwanej Studnią Zielonej Rury stojącej naprzeciwko kamienicy nr 35.

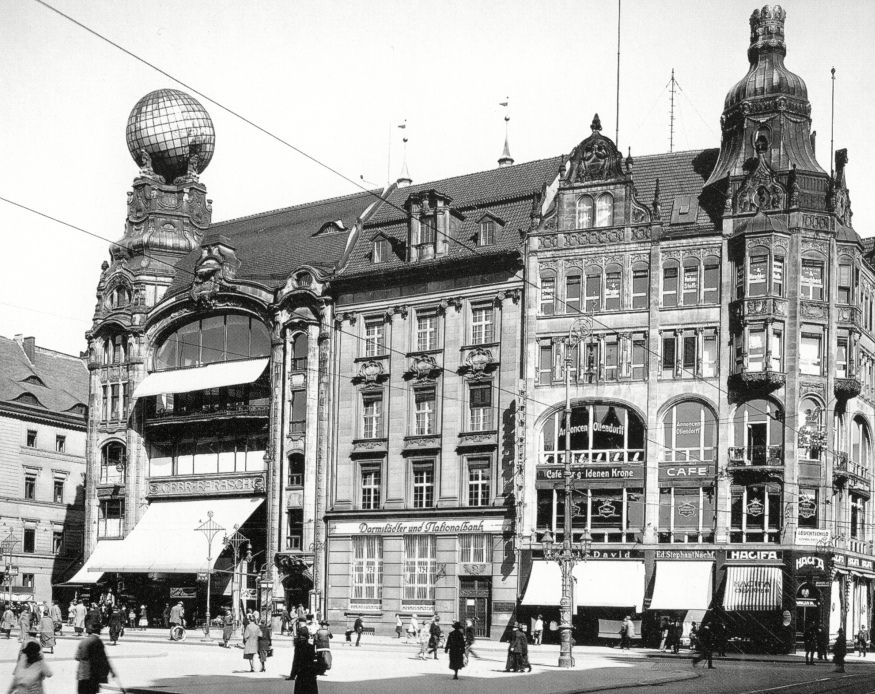
Dom handlowy Braci Barsch, Kamienica Rynek 30 po przebudowie w 1905 roku (kamienica w środku) oraz kamienica nr 29. Zdjęcie z ok. 1926 roku

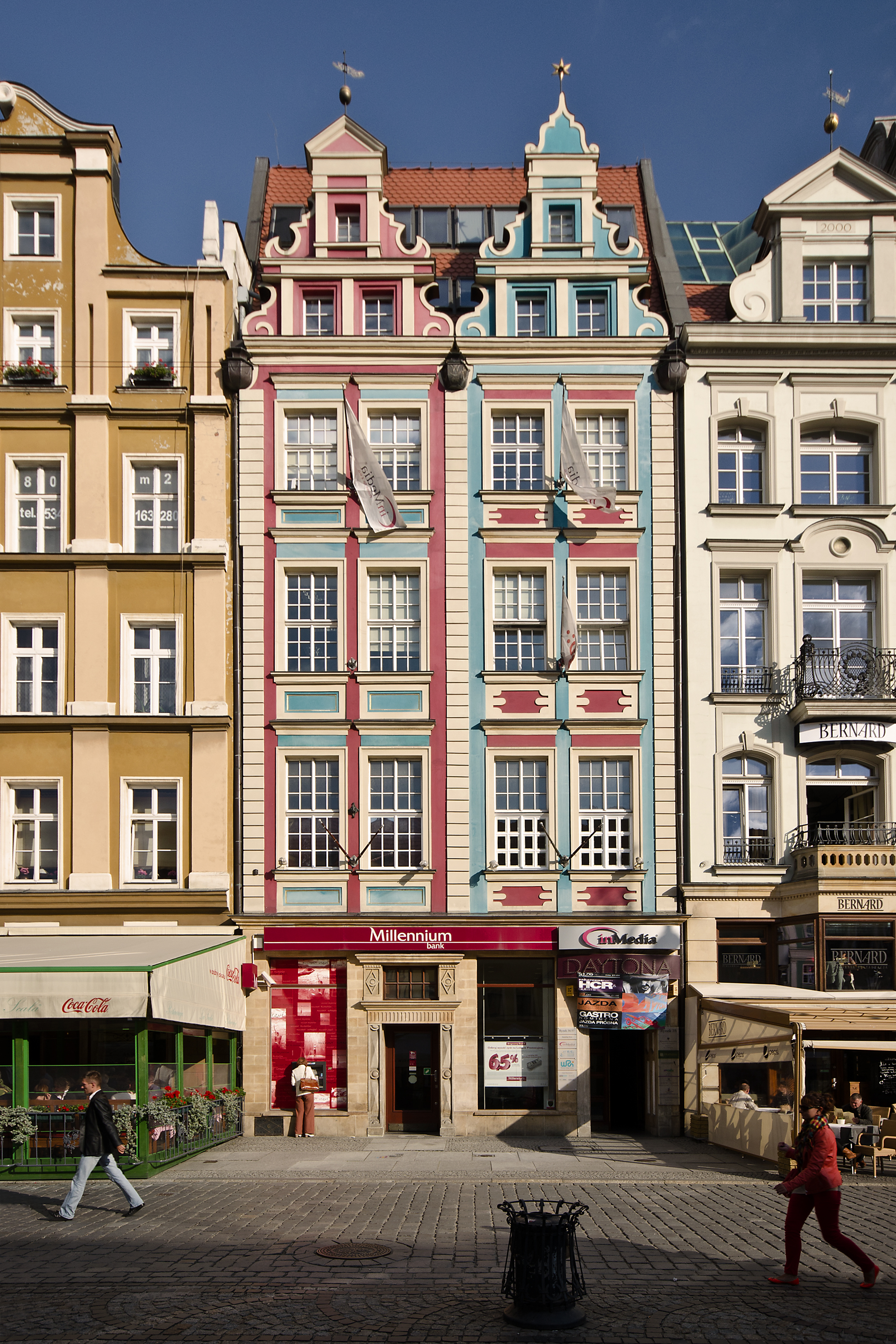
Kamienice 36–36

Pierzeję przecina ulica Kurzy Targ łącząca Rynek z ulicą Szewską; powstała jako łącznik Rynku z kościołem św. Marii Magdaleny. Roland Mruczek w najnowszych badaniach archeologicznych dowodzi, że ulica, wbrew temu co zakładali wcześniejsi badacze (Czerner, Eysmont), nie powstała w tym samym okresie co lokacja Rynku, ale została przebita kilkadziesiąt lat później (połowa XIII wieku). Na początku XIII wieku, pomiędzy kamienicami nr 32 i 33 (nieco przed linią pierzei), znajdowała się budowla o nieokreślonym przeznaczeniu, jak i kształcie. Niemal na jej miejscu został następnie wzniesiony drewniany w konstrukcji ryglowej, podpiwniczony budynek o długości 6 metrów, za którym znajdował się budynek gospodarczy wzniesiony również w konstrukcji ryglowej, o długości ok. 7–8 metrów i zagłębieniu 1,4 metrów. Budynek spłonął w krótkim czasie po wzniesieniu. Przed budynkiem głównym, stojącym między działkami 32 i 33, usytuowany był ok. 6,5 metra na zachód od linii zabudowy pierzei budynek o funkcji handlowej, o długości ok. 4,35 metra i zagłębieniu 0,3 metra. Za budynkiem gospodarczym znajdowały się dwie inne konstrukcje drewniane. Wszystkie budynki spłonęły w tym samym czasie. Po roku 1223 u wylotu dzisiejszej ulicy Kurzy Targ, wzniesiono kolejny budynek mający przedproże o szerokości 2,8 metra. W połowie XIII wieku zaczął kształtować się drewniany trakt łączący Rynek z ulicą Szewską.
Do najstarszych kamienic w pierzei należą narożne kamienice nr 33 i nr 41 „Pod Złotym Psem”, a ich powstanie datuje się na koniec XIII wieku. Pozostałe kamienice zostały wzniesione w XIV i XV wieku. W okresie renesansu, w 1523 roku, poddano gruntownej przebudowie kamienicę nr 29 „Pod Złotą Koroną”. Budynek, za sprawą prawdopodobnie włoskiego budowniczego Vincenzia da Parmataro zyskał cechy architektury lombardzkiego quattrocenta. Powstał wówczas budynek dwuczłonowy na planie wydłużonego prostokąta z dziedzińcem wewnętrznym. Rynkowe skrzydło narożne miało cztery kondygnacje o dwóch traktach z sienią przelotową pośrodku oraz sześcioosiową fasadę od strony Rynku i trzyosiową fasadę od strony południowej. W 1713 roku gruntowny remont przeprowadzono w najstarszej kamienicy w tej części pierzei Rynku, w kamienicy „Pod Złotym Psem” nadając jej barokowy wygląd z początkowo jedno, a następnie dwukondygnacyjnym wykuszem przykrytym cebulastym daszkiem w osi środkowej. Pod koniec XVIII wieku fasady niektórych kamienic zaczęto dostosowywać do nowego stylu klasycystycznego. Ten proces rozpoczęto od fasad kamienic nr 42 i 58, by w roku 1794 przebudować drugą najstarszą kamienicę w pierzei wschodniej – kamienicę nr 33. Jej projektantem był Carl Gotthard Langhans. Czterokondygnacyjny budynek otrzymał na wysokości parteru charakterystyczne szerokie boniowane pasy, a na kolejnych piętrach węższe. W trzeciej ćwierci XIX wieku wiele kamienic uległo przebudowie lub znacznym zmianom wyglądu elewacji w tym kamienice nr 32, 38 i 40. Fasadom nadano neorenesansowy wygląd; zwłaszcza wykusz zakończony wieżyczką w kamienicy nr 32 wyróżniał się swoją formą. Olgierd Czerner spośród kamienic przechodzących przemianę z tego okresu wyróżnia projekt elewacji kamienicy nr 34. Zaprojektowana w 1866 roku nowa fasada kamienicy nawiązywała do stylu neoromańsko-neogotyckiego, a swoją formą budynek miał nawiązywać do architektury XIII-wiecznej. Kamienica miała mieć trzy kondygnacje z czwartą należącą do strefy szczytowej. Boki szczytu miały nawiązywać do architektury romańsko-gotyckiej w Lombardii. Projekt ten nie został zrealizowany. W latach 1876–1895 wyburzono kamienice nr 31 i 35, a w ich miejsce wzniesiono kamienice o formach neobarokowych. W 1884 roku wykonano nadbudowę na wykuszu kamienicy nr 41. Na przełomie XIX i XX wieku, gdy zaczęto stosować konstrukcje stalowe wyburzono kolejne kamienice nr 29, 30, 31 (ponownie), 32, 34, 36, 37, 39 i 40. W miejscu m.in. kamienic 31 i 32, w 1904 roku wzniesiono największy wówczas dom handlowy we Wrocławiu, Dom towarowy Gebrüder Barasch. Na potrzeby nowego domu handlowego „Gersona Fränkla” połączono wówczas posesje 36 i 37, a w miejsce kamienic 39 i 40 wzniesiono jeden dom handlowy „Louis Lewy”. W tym samym okresie kamienicom nr 30 i 34 przebudowano fasady i nadano im formy neobarokowe, a w roku 1896 na fasadę kamienicy nr 33 przeniesiono renesansowy portal dotychczas znajdujący się na dziedzińcu budynku.
Podczas działań wojennych w 1945 roku w fasadzie wschodniej uległo zniszczeniu kilka kamienic: 36/37, 35 i 41, a wypaleniu uległy domy nr 29, 39 i 40. W 1950 roku odbudowano kamienice 36/37 jako pierwsze ze wszystkich kamienic na Rynku. Kamienica nr 29 została odbudowana w latach 1957–1960. Jej projektantami byli Zbigniew Politowski i Stanisław Zakrzewski. Budynek został odbudowany na wzór kamienicy sprzed 1906 roku, z attyką i z renesansowym portalem przeniesionym z kamienicy stojącej przy ul. Kazimierza Wielkiego 28. Po roku 1956 dokonano remontu kamienicy nr 38.
Kamienice:

- Rynek 29 Kamienica Pod Złotą Koroną we Wrocławiu
- Rynek 30 Kamienica Stary Ratusz we Wrocławiu
- Rynek 31–32 Spółdzielczy Dom Handlowy „Feniks” we Wrocławiu
- Rynek 33 Kamienica przy Rynku 33 we Wrocławiu
- Rynek 34 Kamienica Pod Złotą Gwiazdą we Wrocławiu
- Rynek 35 Kamienica przy Rynku 35 we Wrocławiu
- Rynek 36–37 Kamienica przy Rynku 36-37 we Wrocławiu
- Rynek 38 Kamienica przy Rynku 38 we Wrocławiu
- Rynek 39–40 Kamienica przy Rynku 39-40 we Wrocławiu
- Rynek 41 Kamienica Pod Złotym Psem we Wrocławiu

#### Pierzeja północna
Pierzeja północna obejmuje kamienice od numeru 42 do 60. Dawniej określana była jako „Strona Targu Łakoci” (Naschmarkt-Seite), a jej nazwa pochodziła od towarów sprzedawanych po tej stronie rynku (towary spożywcze, owoce, tłuszcze). Najstarszymi budynkami w pierzei północnej są kamienica nr 52 „Pod Złotą Kotwicą” i kamienica nr 43 „Pod Złotym Pelikanem” z drugiej połowy XIII wieku. Z tego samego okresu pochodzą kamienice nr 48 i 49, które powstały z podziału jednego budynku.

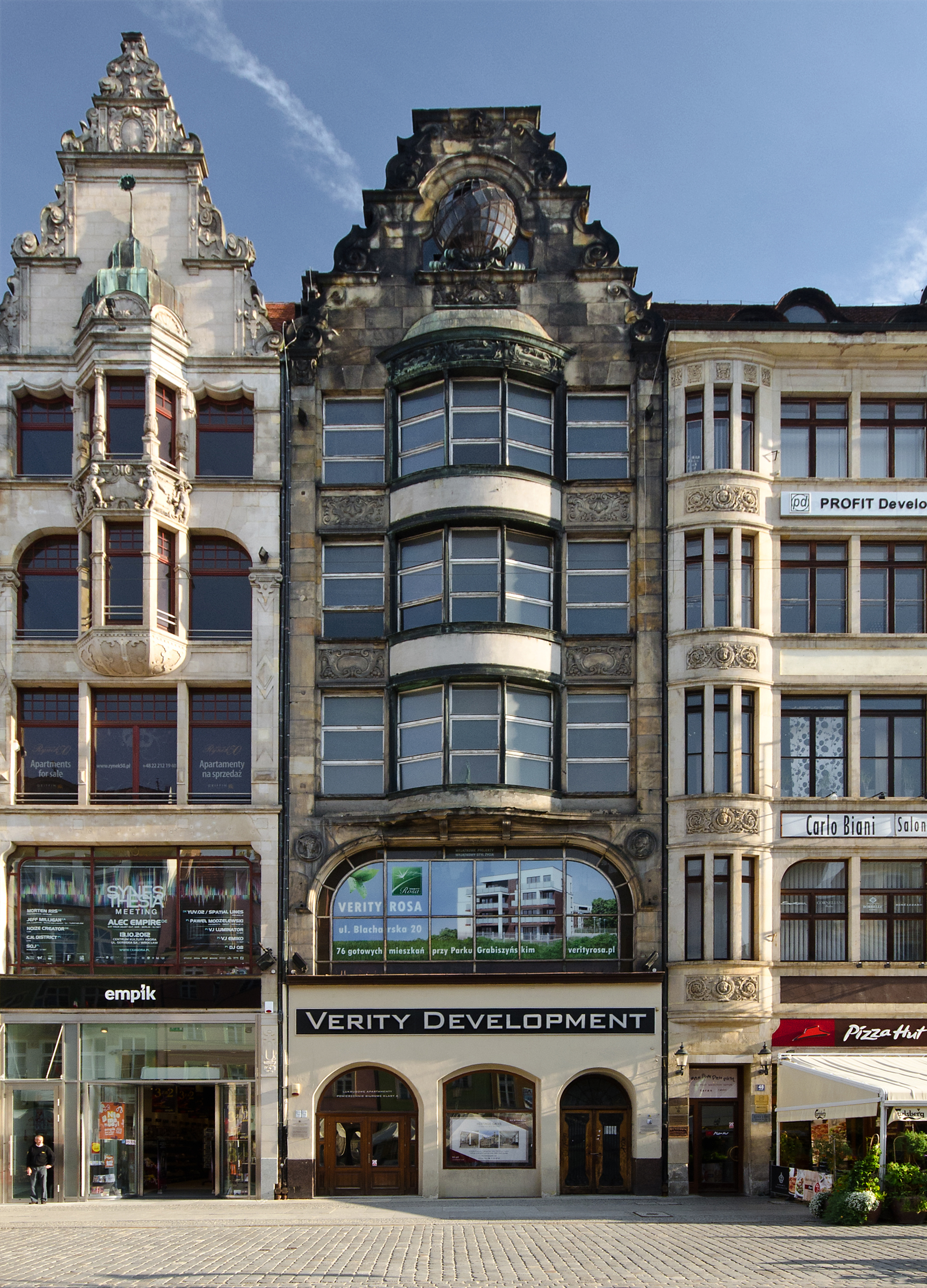
Kamienica nr 49

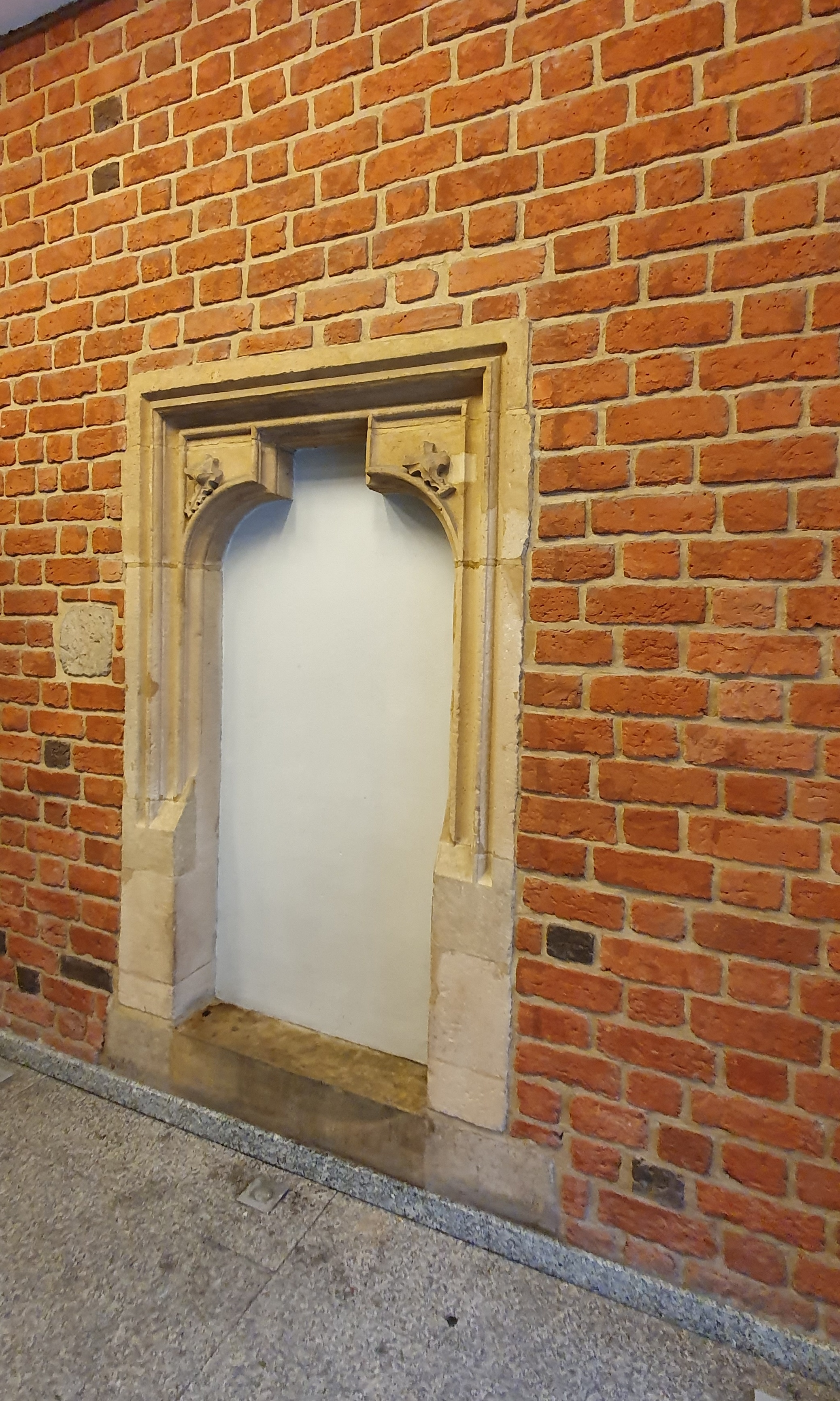
Kamienny portal średniowieczny w kamienicy nr 60

Rozplanowanie pomieszczeń w kamienicy nr 52 było podobne do tych z kamienicy nr 8: jedno pomieszczenie było przykryte stropem, a obok znajdowało się drugie, o 1/3 mniejsze. Kamienica została wzniesiona prawdopodobnie w drugiej połowie XIII wieku. W połowie XIV wieku z dużego pomieszczenia wydzielono sień i dodano tylny węższy trakt. Z końca XIII wieku pochodzą również kamienica nr 48 „Pod Głową św. Jana”, kamienica nr 49, kamienica nr 58 „Pod Złotą Palmą”, kamienica nr 59 „Pod Czarnym Orłem” oraz kamienica nr 60. Pozostałe kamienice były wznoszone w XIV i XV wieku. Jednym z najwęższych domów w Rynku była kamienica nr 55; miała dwie osie okienne zakończone dwukondygnacyjnym szczytem. W 1672 roku fasada kamienicy nr 46 zyskała nowy, barokowy wygląd; również jej wnętrza zostały przebudowane na styl barokowo-klasycyzujący. Formy stylu klasycystycznego po raz pierwszy zastosowano w roku 1775 podczas przebudowy fasady kamienicy „Pod Złotą Trójcą Świętą”(nr 42). Nadano jej wówczas formę trzykondygnacyjnej kamienicy z dwukondygnacyjnym poddaszem pokrytym mansardowym dachem. Kolejną kamienicą przebudowaną w tym stylu była kamienica „Pod Złotą Palmą” (w 1780 roku). W trzeciej ćwierci XIX wieku, w wyniku coraz większej liczby zamożniejszej części właścicieli kamienic budujących swoje majątki na rozwijającym się przemyśle i handlu, wiele kamienic uległo przebudowie lub znacznym zmianom wyglądu elewacji. Wśród nich były kamienice nr 45, 47, 49, 51, 57 oraz 60 (zmiana elewacji). Przebudowy zmierzające do powiększenia w przyziemiu pomieszczeń handlowych były utrzymane w duchu spokojnego neorenesansu. W latach 1876–1895 całkowicie wyburzono kamienice nr 43, 48 i 52. W ich miejsce wzniesiono kamienice w formach neorenesansowych (nr 48) lub eklektycznych, jak kamienice nr 43 i 52. Na przełomie XIX i XX wieku zaczęto stosować konstrukcje stalowe, co pozwoliło na wznoszenie budynków o cienkich stropach i wielkich otworach okiennych. W tym okresie wyburzeniu uległy kamienice nr 50, 56 i 57 oraz ponownie domy nr 48 i 49. Nowym budynkom mającym funkcje domów handlowych, nadano już formy eklektyczne (z wyjątkiem kamienicy 50), a ich mury oparto na konstrukcjach stalowych. Fasada kamienicy nr 48 „Pod Głową św. Jana” została zmieniona w duchu akademickiego modernizmu. Jej projektantem, podobnie jak i kamienic 48 i 49, było biuro Schlesinger & Benedict.
Podczas działań wojennych w 1945 roku, w fasadzie północnej doszczętnie zniszczone zostały kamienice nr 51, 55, 56 i 57 oraz szczyty kamienic nr 44, 53 i 54; domy nr 42 i 43 uległy wypaleniu. W latach 1952–1953, pod okiem architekta Emila Kaliskiego, przygotowano projekt odbudowy kamienic 42 i 43, a w latach 1954–1955 zrealizowano ich odbudowę. W roku 1953 architekt Witold Skowronek przygotował projekt odbudowy kamienicy nr 44, a Edmund Małachowicz kamienicy nr 51. W 1955 roku, w warszawskim biurze Pracowni Konserwacji Zabytków, pod okiem architekta Jacka Cydzika przygotowano odbudowę kamienic 53-57. Po roku 1956 dokonano kolejnych kapitalnych remontów budynków (kamienica nr 45, 46, 47, 59) lub je rozebrano i ponownie odbudowano (kamienica nr 52).
Kamienice:

- Rynek 42 Kamienica Pod Złotą Trójcą Świętą
- Rynek 43 Kamienica Pod Złotym Pelikanem
- Rynek 44 Kamienica Pod Złotym Jeleniem
- Rynek 45 Kamienica przy Rynku 45 we Wrocławiu
- Rynek 46 Kamienica przy Rynku 46 we Wrocławiu
- Rynek 47 Kamienica Szwedzka Sień
- Rynek 48 Kamienica Pod Głową św. Jana
- Rynek 49 Kamienica przy Rynku 49 we Wrocławiu
- Rynek 50 Kamienica przy Rynku 50 we Wrocławiu
- Rynek 51 Kamienica Pod Złotym Półksiężycem
- Rynek 52 Kamienica Pod Złotą Kotwicą
- Rynek 53 Kamienica przy Rynku 53 we Wrocławiu
- Rynek 54 Kamienica Pod Drzewem Morwowym
- Rynek 55 Kamienica przy Rynku 55 we Wrocławiu
- Rynek 56 Kamienica przy Rynku 56 we Wrocławiu
- Rynek 57 Kamienica Pod Złotym Pokojem
- Rynek 58 Kamienica Pod Złotą Palmą
- Rynek 59 Kamienica Pod Czarnym Orłem
- Rynek 60 Kamienica przy Rynku 60 we Wrocławiu

#### Domy altarystów
Północno-zachodni narożnik Rynku wychodził niegdyś na cmentarz otaczający kościół św. Elżbiety wzniesiony przed 1254 rokiem. Na jego terenie, wzdłuż ulic Odrzańskiej i św. Mikołaja, wzniesiono w średniowieczu jednotraktowe domy dla służby kościelnej (altarystów). Ich rozbudowa miała miejsce w okresach baroku i renesansu. Kamienice w narożniku połączono w 1728 roku barokowym portalem autorstwa architekta Christopha Hacknera. Do czasów obecnych zachowały się trzy narożne kamienice.

## Handel na Rynku

### Targi i pomniejszy handel na Rynku
Najstarsze kramy kupieckie, jakie zostały odnalezione w wyniku prac archeologicznych, znajdowały się w południowej części pierzei zachodniej i stały równolegle do niej. Pochodziły one z końca XIII i początku XIV wieku. Ich ściany prawdopodobnie były wzniesione w konstrukcji międzysłupowej i szkieletowej. Podłoże stanowiła podsypka z piasku, a na niej była ułożona podłoga z dranic lub z otoczaków. Długość tych budynków sięgała czterech i pół metra.
W południowo-zachodnim narożniku linia zabudowy bloku śródrynkowego jest wycofana, znajdował się tam do połowy XVIII wieku targ rybny, na którym od przynajmniej 1417 stały budy śledziarzy i solarzy. W XVI wieku budy zostały przeniesione na plac Solny (solarzy) i na pl. Nowy Targ (śledziarzy), choć na samym placu budy handlowe nadal stały, co skwapliwie zaznaczano na planach Rynku do początku XIX wieku. Na ostatnich planach były to budy ustawione w cztery rzędy koryt, prostopadle do Ratusza. Od 1745 w tym miejscu wzniesiono odwach, w 1788 zastąpiony nowszym obiektem.
W zachodniej części Rynku znajdował się Targ Wełny. Składowano tam towary tranzytowe, m.in. śledzie, ołów, sól kamienną, ałun, miedź, siarkę, śliwki na wozach i w beczkach, a głównie bele z wełną. W jej północnym krańcu, w pobliżu kościoła św. Elżbiety, na tzw. „tendilmarkt” handlowano starociami.
W północnej części Rynku znajdował się Targ Łakoci, gdzie sprzedawano towary spożywcze, owoce, tłuszcze i noże oraz otręby (przy wylocie ulicy Więziennej), znajdowały się tam także budy z sadłem. Narożnik u wylotu ulic Wojciecha i Kuźniczej nazywano Narożnikiem Miodowym. W tej części Rynku odbywały się cotygodniowe targi i jarmarki, w tym najstarsze roczne jarmarki: świętojański datowany od XI wieku, jarmark w śródpościu odnotowany już w 1337 roku, na którym kupcy mogli sprzedawać towary bez opłat celnych; jarmark ustanowiony był przez Jana Luksemburskiego, jarmark na św. Elżbietę (od 1374 roku, przypadający na 19 listopada) ustanowiony przez Karola IV, jarmark na św. Bartłomieja (od 24 sierpnia 1412), na Podwyższenie Krzyża (od 14 września 1481) i czternaście innych jarmarków. U wylotu ulicy Więziennej znajdował się Targ Otrąb (w początku XVI wieku), a od XVII wieku, Mały Targ. W północno-wschodnim narożniku sprzedawano różne błyskotki i drobiazgi m.in. lusterka, spinki, kostki do gry.
We wschodniej części Rynku znajdowało się najwięcej kramów. Były to kramy partaczy, wzmiankowane już w 1309 roku, stojące równolegle, najbliżej do tretu w podwójnym rzędzie; kramy białoskórników stojące naprzeciwko kamienic nr 36–38; kramy grzebieniarzy, tokarzy i pończoszników stojące naprzeciwko kamienic nr 29–32 i u wylotu ulicy Kurzy Targ; kramy rękawiczników przy wylotach z Sukiennic. W południowo-wschodnim narożniku placu znajdowały się kramy iglarzy, handlujących nićmi, kapeluszników, blacharzy i szczotkarzy. Mały placyk u wylotu ulic Oławskiej i Świdnickiej, zwany był Targiem Zbożowym (lub Narożnikiem Ziarna, Róg Ziarna).
Uliczka łącząca Rynek z kościołem Św. Marii Magdaleny wymieniana była w dokumentach pod nazwą Targ Ptasi (w XIII wieku) lub Kurzy Targ (od 1377 lub 1396) (obecnie jest to ulica Kurzy Targ); sprzedawano na niej mleko, warzywa, owoce, różne przysmaki, cebulę, dziczyznę, wszelkiego rodzaju drób oraz książki i kwiaty, od czego wzięła się kolejna nazwa, Targ Wieńców, i od której nazwano jedną z najstarszych aptek w Polsce: „Aptekę Pod Targiem Wieńców” (inne nazwy: Apteka Targu Wiankowego, „Apteka Pod Podwójnym Złotym Orłem”) datowaną na drugą połowę XIII wieku.
W XVIII i XIX wieku handel po stronach zachodniej i północnej znacznie się zmniejszył. Stragany i kramy pojawiały się tu już tylko z okazji dni targowych. Stałe kramy w dużej ilości znajdowały się po stronie wschodniej, na południe od Ratusza i na Targu Rybnym. Na podstawie planu Rynku z 1894 roku sporządzonego przez H. Markgrafa, w sumie bud i straganów w tym okresie było 320. Z biegiem kolejnych lat budy były stopniowo wykupywane przez miasto i likwidowane. W 1934 było ich tylko trzydzieści trzy. W XX wieku handel na Rynku koncentrował się głównie w domach handlowych, nowoczesnych sklepach i w halach targowych.
Po 1945 roku znaczna część kamienic uległa zniszczeniu lub wypaleniu. W latach 1949–1952 rozpoczęto prace rekonstrukcyjne, a w ich założeniu było odbudowanie lub wyremontowanie starych budynków na potrzeby głównie mieszkaniowe, a w przyziemiu na cele usługowe, z wyjątkiem trzech kamienic: nr 29, kamienic tretu nr 23–27 i domków tretu 7/8. W kamienicach powstawały lokale sklepowe, gastronomiczne i usługowe. Pomieszczenia piwniczne i pierwszego piętra w kamienicy nr 19 były zaprojektowane pod potrzeby antykwariatu, ale ostatecznie powstała tam herbaciarnia. W kamienicy nr 8 zachowano wiele elementów gotyckich, a w jej przyziemiu znajdowała się księgarnia.

### Domy handlowe

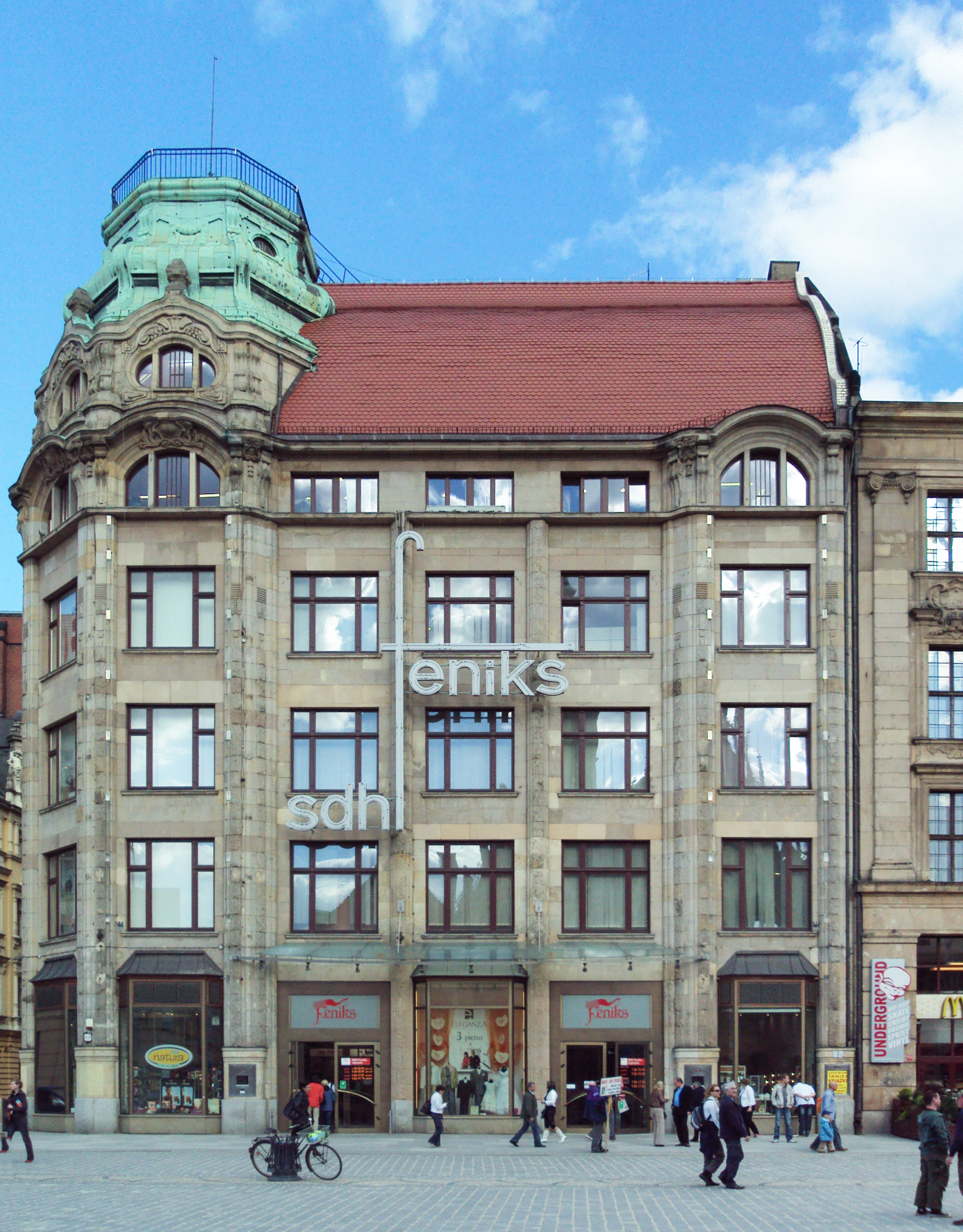
Dom Towarowy Braci Barasch – obecnie Feniks

Na przełomie XIX i XX wieku na Rynku zaczęto wyburzać starsze kamienice, a w ich miejsce wznosić nowe kamienice pełniące funkcje domów handlowych. Powstało wówczas osiemnaście domów handlowych lub towarowych; największym z nich był Dom towarowy Braci Barasch (obecnie Dom Handlowy „Feniks”).
| Domy handlowe przy Rynku w latach 1880–1939 |                                                                |                    |                |
| Lp.                                         | Dom handlowy                                                   | Adres              | Rok powstania  |
| 1                                           | Geschäftshaus Ludwig Wittemberg & Co                           | Rynek 1            | 1907           |
| 2                                           | Geschäftshaus Philippi                                         | Rynek 12           | 1904           |
| 3                                           | S.L. Landsberger                                               | Rynek 20           | 1906           |
| 4                                           | Geschäftshaus Menzel & Sohn                                    | Rynek 21           | 1928           |
| 5                                           | Warenhaus Klausner                                             | Rynek 22           | 1902           |
| 6                                           | Haus Zum Grünen Kürbis Geschäftshaus Schäffer                  | Rynek 23           | 1910           |
| 7                                           | Geschäftshaus Stein & Koslowsky Geschäftshaus Herz und Ehrlich | Rynek 25           | 1906 1920      |
| 8                                           | Goldener Becher                                                | Rynek 27–28        | 1913           |
| 9                                           | Goldene Krone                                                  | Rynek 29           | 1904           |
| 10                                          | Geschäftshaus Gersona Fränkla                                  | Rynek 36–37        | 1896           |
| 11                                          | Geschäftshaus Louisa Lewy’ego                                  | Rynek 39–40        | 1904           |
| 12                                          | Geschäftshaus M. Fischhoffa                                    | Rynek 43           | 1890           |
| 13                                          | Trautner                                                       | Rynek 49           | 1901           |
| 14                                          | Geschäftschaus Hünert                                          | Rynek 50           | 1903           |
| 15                                          | Wohn-und Geschäftshaus Levy jr. „Marcus, Der grosse Bazar”     | Rynek 51           | 1887 1908–1909 |
| 16                                          | Geschäftshaus Cassel & Goldberg                                | Rynek 58           | 1905           |
| 17                                          | Sächsische Haus Warenhaus Gebrüder Barasch                     | Rynek 31–32        | 1856 1903      |
| 18                                          | Henel und Fuchs                                                | Rynek-Ratusz 25–27 | 1901           |

### Instytucje bankowe

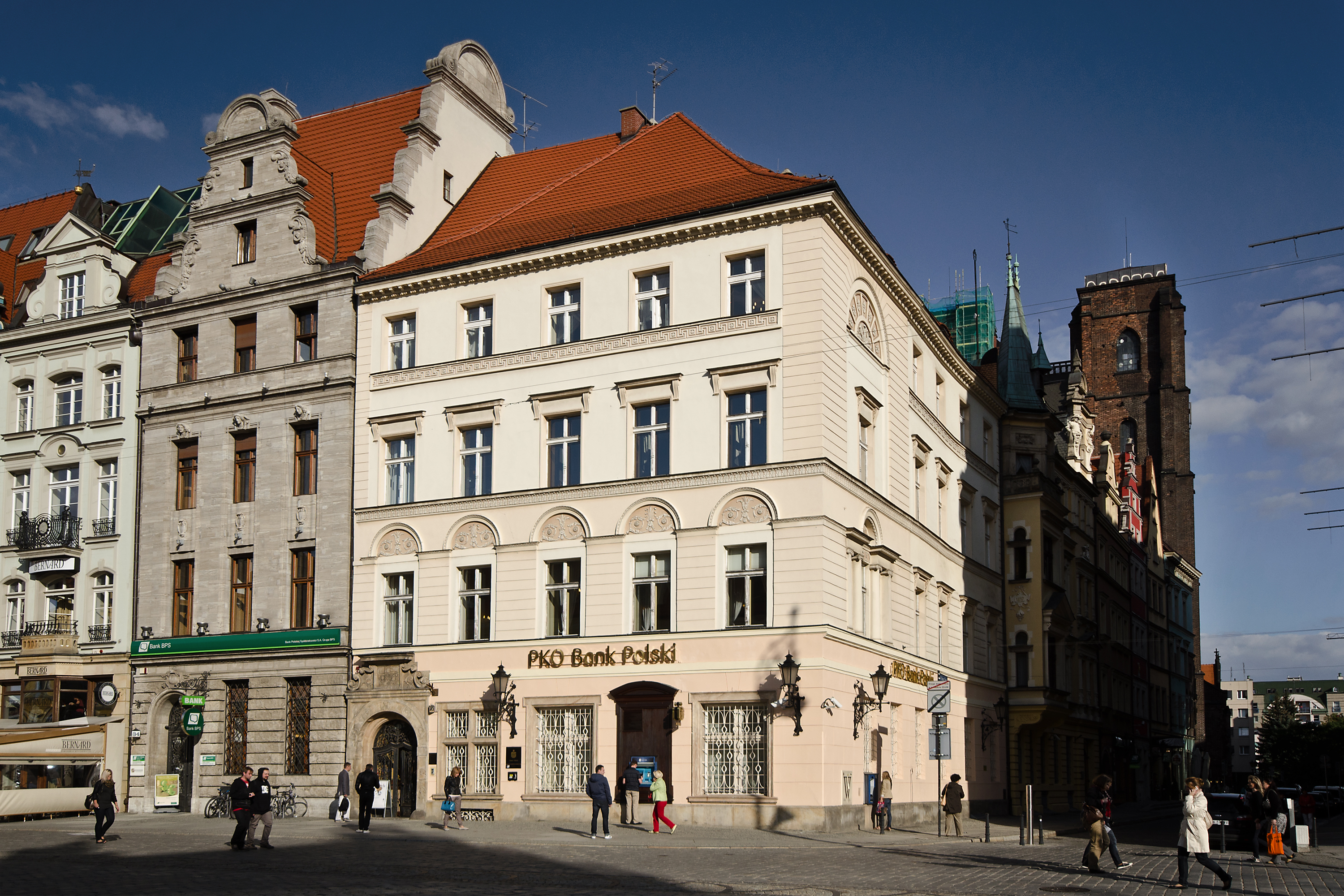
Kamienica nr 33 i siedziba PKO Bank Polski

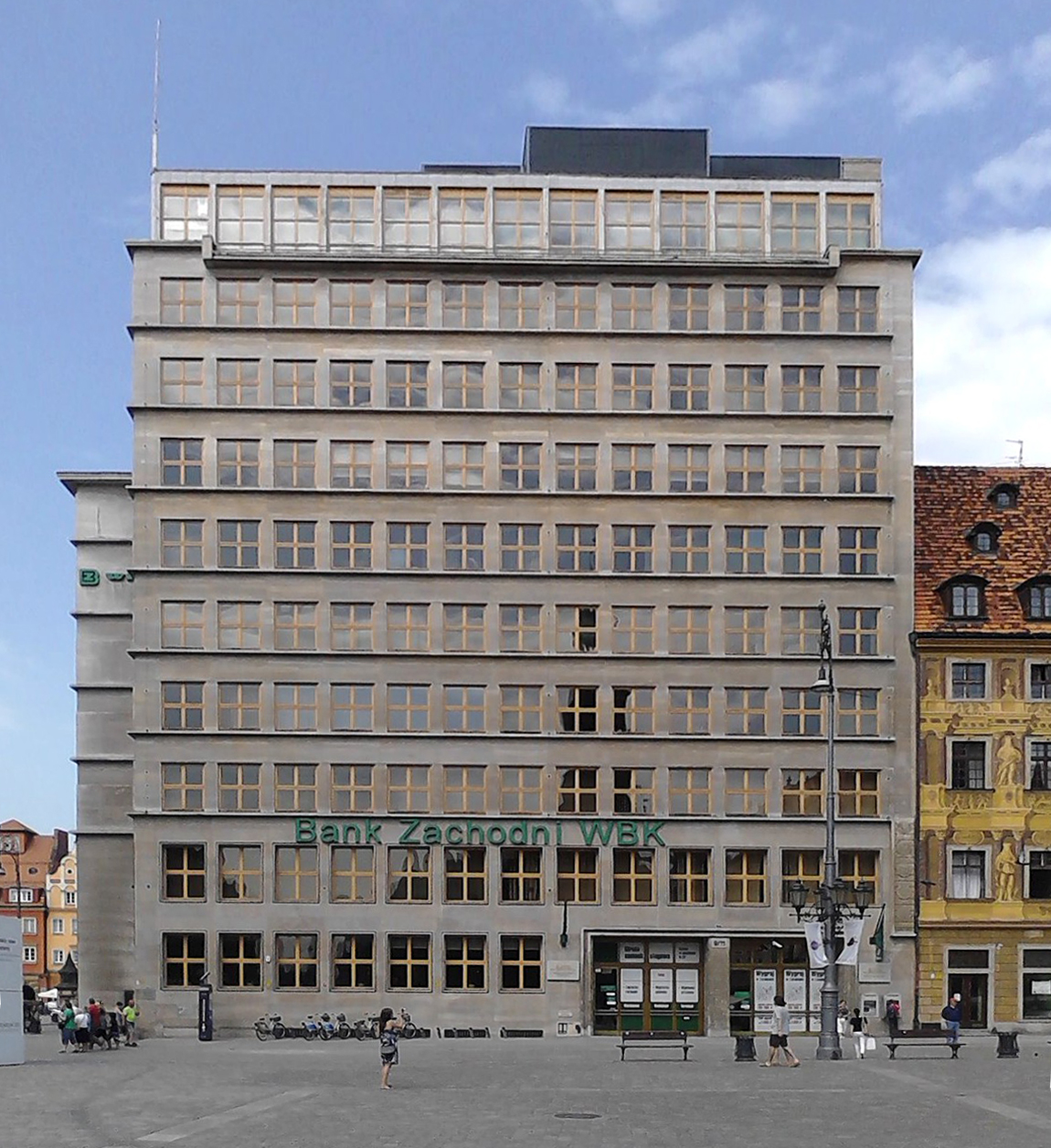
Biurowiec przy Rynku 9–11 i oddział Santander Bank Polska

Pierwsze instytucje bankowe zostały ulokowane we Wrocławiu w średniowieczu; były to najczęściej ekspozytury domów kupieckich oraz domy handlowe spółek kupiecko-bankierskich. We Wrocławiu znaczenia nabierała wrocławska giełda towarowa mieszcząca się w budynku Gildii Kupieckiej. Do końca XVII wieku większość instytucji bankowych swoje siedziby miała w prywatnych domach lub pałacach miejskich. W XIX wieku rozpoczęto wznoszenie osobnych budynków publicznych, m.in. z przeznaczeniem na siedziby banków. Do lat 50. XIX wieku we Wrocławiu działały dwa banki publiczne – Bank Królewski (założony w 1765 roku) i Ziemstwo Śląskie, oraz kilka firm bankowo-handlowych. Działalność banków ograniczała się wówczas do działań kantorowych (wymiany walut) i depozytowych. Większość banków koncentrowała się na Rynku oraz w jego sąsiednich ulicach: Karola Szajnochy, Pławskiej, Świdnickiej i Wita Stwosza. Do 1945 roku w kamienicach przyrynkowych swoje siedziby miało, w różnym okresie, dziesięć instytucji bankowych.
Po 1945 roku w Rynku swoje siedziby lub placówki miały lub mają: Bank Zachodni WBK, od 2018 Santander Bank Polska w kamienicy nr 9/11, Powszechna Kasa Oszczędności, a następnie PKO Bank Polski S.A. w kamienicy nr 33, w dawnym Bankhaus Ernst Heimann oraz Bank Polskiej Spółdzielczości S.A. (Rynek 34), Bank Pocztowy S.A.  – Kredyty i ubezpieczenia (Rynek 28) i Bank PKO S.A. (dawniej Hypo-Bank Polska SA.) w kamienicy Rynek 1.
| Instytucje bankowe na wrocławskim Rynku |                                                                 |               |                  | |
| Lp.                                     | Bank                                                            | Adres         | Rok powstania    | Historia |
| 1                                       | Städtliche Sparkasse Breslau (Miejska Kasa Oszczędności)        | Rynek 9/10/11 | 1820             | Siedziba banku, od 1837 roku, znajdowała się w nowym budynku Rynek 10/11, wzniesionym po wyburzeniu dwóch kamienic od 1931 w nowo wybudowanym modernistycznym budynku Rynek 9/10/11. Po 1945 roku Bank Zachodni WBK, od 2018 Santander Bank Polska.                |
| 2                                       | Bankhaus Perls & Co                                             | Rynek13       | 1903             | Od 1905 bank-córka Schlesische Handels-Bank A.G. (Śląski Bank Handlowy). W kamienicy działał do 1920 roku |
| 3                                       | Bankhaus Max Glitter                                            | Rynek 15      | 1924             | Bank istniał od 1911 roku, swoją siedzibę miał przy ul. Piłsudskiego 63. W 1925 roku przeniósł się do Rynku i zajmował pomieszczenia parterowe. Bank został zamknięty pod koniec lat 30 XX wieku                                                                   |
| 4                                       | Bankhaus Oppenheim & Schweitzer                                 | Rynek 26      | od 1870          | W kamienicy, w 1870 roku na paterze wykonano specjalne witryny szafkowe na potrzeby banku. W nowym budynku spełniającym funkcje domu handlowego wzniesionym w 1909 roku, bank miał swoją siedzibę;                                                                 |
| 5                                       | Wohn- und Geschäftshaus Jaffe & Co.                             | Rynek 27      | od lat 70. XIX w | Siedziba banku na parterze kamienicy, w 1890 roku przeniósł się do nowego gmachu narożnikowego przy ul. Świdnicka 1/ Rynek 28 |
| 6                                       | Breslauer Wechslerbank (Wrocławski Bank Wekslowy)/Dresdner Bank | Rynek 28      | 1871             | Bank pierwotnie swoją siedzibę miał przy ulicy Świdnickiej 1. W 1910 roku bank został przejęty przez Bank Drezdeński z siedzibą Świdnicka 1/Rynek 27/28 |
| 7                                       | Bankhaus Gebrüder Guttentag                                     | Rynek 29      | 1826             | Siedziba banku mieściła się na parterze budynku. W 1904 siedziba została przeniesiona na ul. Świdnicką 3/4. W 1913 został przejęty przez Dresdner Bank |
| 8                                       | Breslauer Disconto-Bank (Wrocławski Bank Dyskontowy)            | Rynek 30      | 1870             | Pierwotnie siedziba przy rogu ulic Ofiar Oświęcimskich/Gepperta. Od 1905 w Rynku nr 30. W 1913 roku bank został przejęty przez Darmstädter Bank, a od 1922 po fuzji istniał jako Danat-Bank; a następnie Bank für Handel und Industrie (Bank Handlowo-Przemysłowy) |
| 9                                       | Bankhaus Ernst Heimann                                          | Rynek 33      | 1819             | Pierwotna siedziba banku mieściła się w kamienicy Rynek 34, a od 1833 na parterze i I piętrze Rynek 33. Obecnie siedziba Powszechnej Kasy Oszczędności i (od strony Kurzego Targu) Banku Polskiej Spółdzielczości S.A.                                             |
| 10                                      | Bankhaus Ernst Heimann                                          | Rynek 34      | 1819             | Siedziba banku do 1833, a następnie przeniesiona do budynku nr 33. Obecnie siedziba Banku Polskiej Spółdzielczości S.A. |

## Komunikacja na Rynku
10 maja 1840 roku rynek wrocławski został połączony pierwszym omnibusem konnym z podwrocławskimi wówczas Popowicami i Szczytnikami. Linię obsługiwała firma Conrada Kisslinga (Conrad Kißling), właściciela również kilku piwiarni, m.in. znajdującej się w kamienicy nr 1 na Rynku i browaru we Wrocławiu. 17 listopada uruchomiona została regularna linia omnibusa na trasie od Bramy Mikołajskiej, przez Rynek, do Bramy Oławskiej i z powrotem. W tym samym roku w listopadzie uruchomiono dwie kolejne linie obsługiwane przez firmę Juliusa Langego: pierwsza łączyła dzisiejszy pl. Kościuszki przez Rynek z Zatumiem, druga łączyła Przedmieścia Mikołajskie, Rynek i Przedmieście Oławskie. W 1841 roku linie omnibusów zostały zlikwidowane, a ich ponowne pojawienie się datuje się na rok 1862, od kiedy kursowały na różnych liniach do I wojny światowej. Stałe połączenie Rynku z pozostałą częścią miasta miało miejsce w 1877 roku, kiedy to Wrocławskie Towarzystwo Kolei Ulicznej (Breslauer Straßen-Eisenbahn-Gesellschaft BSEG) uruchomiło konne tramwaje miejskie.
14 czerwca 1893 roku (Czerner podaje datę 1891) firma AEG uruchomiła pierwsze tramwaje elektryczne na trzech liniach, a jedna z nich łączyła Rynek z cmentarzem na Grabiszyńskiej. W XX wieku tory prowadziły wokół rynku otaczając wewnętrzny tret. W kolejnych latach, z powodu dużych wstrząsów, wymieniono nawierzchnię Rynku na amortyzujący bruk drewniany. Po I wojnie światowej, gdy transport kołowy nabierał coraz większego znaczenia, powstały różne projekty mające usprawnić komunikację na Rynku, jak i wokół niego. Jeden z projektów autorstwa H.L. Sierksa zakładał powstanie dwupoziomowych skrzyżowań ruchu kołowego w narożnikach Rynku i wzniesienie ramp w kierunkach wschód-zachód; sklepy w pierzejach północnej i południowej miały być powiększone i wypełniać dodatkowo przestrzeń pod estakadą. Inna koncepcja zakładała wybudowanie metra łączącego Rynek z trzema węzłami kolejowymi Wrocławia: Głównym, Świebodzkim i Nadodrzańskim.
Po roku 1945 przez Rynek nadal przechodziły linie tramwajowe. Pierwszą linię, nr 3, uruchomiono 22 listopada 1945 roku i łączyła ona Rynek z ulicą Legnicką. W 1946 roku uruchomiono kolejne połączenia Rynku z innymi częściami miasta: linia nr 4 łączyła Rynek z cmentarzem przy ul. Grabiszyńskiej, linia nr 5 Rynek z ul. Krakowską, a linia nr 7 miała trasę Rynek – Świdnicka – Powstańców Śl. – Krzyki. W 1947 roku uruchomiono linię nr 12 łączącą Rynek z Sępolnem, a w 1948 linię 14 łączącą Rynek z Grabiszynkiem. W 1978 roku linie tramwajowe przecinające Rynek zostały przeniesione na ul. Kazimierza.
Od chwili pojawienia się pojazdów samochodowych, mogły one wjeżdżać na Rynek. Wokół Ratusza przebiegały ulice. W części zachodniej znajdował się plac parkingowy dla wszelkich pojazdów, w tym autokarów. Na Rynku, w jego zachodniej części do 1973 roku znajdowała się stacja paliw. Po gruntownym remoncie nawierzchni w Rynku w latach 1995–1997 zamknięto w jego obrębie ruch kołowy.

## Obiekty kulturalne na wrocławskim Rynku

### Muzea
- Muzeum Sztuki Mieszczańskiej w Starym Ratuszu oddział Muzeum Miejskiego – Sukiennice 14/15[175];
- Muzeum Farmacji Uniwersytetu Medycznego znajdujące się przy Kurzym Targu 4 w XIII-wiecznej kamienicy „Pod Złotym Orłem” we Wrocławiu[176] znanej obecnie pod nazwą Dom Śląskiego Aptekarza[177];
- Muzeum „Pana Tadeusza” znajduje się w kamienicy nr 6 „Pod Złotym Słońcem”[178].

### Biblioteki
W kamienicy nr 58 „Pod Złotą Palmą” od 1948 roku znajduje się siedziba Dolnośląskiej Biblioteki Publicznej im. Tadeusza Mikulskiego.

### Inne instytucje
- Pod adresem Rynek-Ratusz 24 znajduje się Ośrodek Kultury i Sztuki we Wrocławiu[180].